# Augustus Tolton
Augustus Tolton (Brush Creek, 1º aprile 1854 – Chicago, 9 luglio 1897) è stato un presbitero statunitense, celebre per l'essere stato il primo prete cattolico nero degli Stati Uniti d'America. James Augustine Healy, ordinato nel 1854, e Patrick Francis Healy, ordinato nel 1864, erano infatti di razza mista. Ex schiavo battezzato e cresciuto nella fede cattolica, compì gli studi per il sacerdozio a Roma.
Fu ordinato la domenica di Pasqua del 1886 nella basilica di San Giovanni in Laterano a Roma. Si incardinò nella diocesi di Alton - oggi diocesi di Springfield in Illinois - e prestò servizio nella sua parrocchia di origine a Quincy, nell'Illinois. In seguito operò a Chicago, dove guidò lo sviluppo e la costruzione della chiesa cattolica di Santa Monica come una "chiesa parrocchiale nazionale nera", completata nel 1893 all'incrocio della 36ª con Dearborn Streets nel South Side di Chicago.

## Biografia

### Origini
La storia della famiglia di Augustus Tolton ha le sue radici nella contea di Meade, Kentucky, nella piantagione di John Manning. I Manning erano cattolici e facevano istruire e battezzare i loro schiavi dopo averli acquistati. I figli dei loro schiavi venivano battezzati già in tenera età. I genitori di Martha Jane, Augustus Chisley e Matilda Hurd, furono battezzati e si sposarono poco dopo essere stati acquistati dai Manning. Martha Jane venne battezzata poco dopo la sua nascita. La loro chiesa parrocchiale era a Flint Island, Kentucky.
Quando il ricco John Manning morì, la sua vedova si risposò con Stephen Burch. La figlia più piccola dei Manning, Susan, nel 1849 si sposò con Stephen Eliot. Il signor Burch, naturalmente, avrebbe dovuto offrire un regalo di nozze alla figliastra. Decise di darle degli schiavi. Andò negli alloggi degli schiavi e selezionò una mezza dozzina di persone di età e abilità diverse.
I regali dovevano includere utensili domestici, biancheria e mobili. Lo sposo, Stephen Eliot, annunciò che lui e la sua nuova sposa si sarebbero presto trasferiti dal Kentucky. Aveva infatti acquistato una fattoria nella contea di Ralls, Missouri. Essa era vicina a Brush Creek, poco distante da Hannibal.
Ad un certo punto dei festeggiamenti, Susan annunciò quale sarebbe stata la dote concessale dal suo patrigno. Il regalo era un gruppo di schiavi. Una era la sedicenne Martha Jane Chisley. Non erano inclusi, tuttavia, i genitori e il fratello di Martha.
Poco tempo dopo, gli sposi presero i loro beni, inclusi gli schiavi, li caricarono su dei carri e si diressero verso ovest. La schiava adolescente, Martha Jane, non rivedrà mai più i suoi genitori. Quando il convoglio arrivò al Mississippi per proseguire il viaggio a monte del fiume Salt, Martha Jane non si rese conto di quale ruolo fatale il grande fiume avrebbe giocato nella sua vita poco più di una dozzina di anni dopo.
I coniugi Eliot, insieme ai loro schiavi, arrivarono nella contea di Ralls, Missouri, nel 1849. La fattoria confinava con la proprietà di un'altra famiglia cattolica, gli Hager. Uno degli schiavi degli Hager, Peter Paul Tolton, era stato acquistato in un'asta di schiavi ad Hannibal. Era stato battezzato da padre Peter Paul Lefebre, un missionario che dal 1834 al 1837 operò a Saint Paul, nel Missouri. Padre Lefebre si occupava della cura spirituale dei cattolici del Missouri settentrionale, dell'Illinois occidentale e dell'Iowa meridionale.
Da quando era solo un ragazzo, Peter Paul Tolton aveva lavorato nei campi di grano degli Hager e nel birrificio del suo padrone. Per lui e per i suoi compagni schiavi, vecchi e giovani, maschi e femmine, la vita era una fatica costante. Il suo mondo consisteva nel campo, negli edifici della distilleria e nelle file di baracche degli schiavi. Era un ciclo infinito: arare, piantare, zappare, tagliare il grano maturo con le falci, legarlo in fasci, trebbialo, quindi scuoterlo in aria per lasciare che il vento soffiasse via la pula e che il prezioso grano ricadesse sull'aia.
Peter Paul Tolton ricevette un'istruzione religiosa di base dal suo maestro. Sebbene fosse analfabeta, aveva una mente attiva e doveva aver ascoltato, come tutti gli altri, i pettegolezzi sui disordini politici nel paese per la questione della schiavitù. Sentì parlare di secessione da parte degli stati schiavisti, dell'insurrezione degli schiavi e probabilmente della guerra. La principale fonte di notizie erano spesso gli schiavi appena acquistati che provenivano da altre parti del paese. Tutti avevano sentito parlare delle ultime parole di John Brown: "Ora sono abbastanza certo che i crimini di questa terra colpevole non saranno mai eliminati se non dal sangue".
Molti schiavi iniziarono a pensare di cercare di scappare. C'era infatti un sistema clandestino impegnato ad aiutare gli schiavi a raggiungere la libertà negli stati del nord e nel Canada. Un gruppo aveva sede nella vicina Quincy, Illinois. Gli schiavi venivano regolarmente puniti con la frusta dal loro padrone. Con la schiavitù arrivò l'orribile spettacolo delle spalle di molti compagni segnate dalle cicatrici.
Il giorno in cui Peter Tolton incontrò la sua futura moglie, Martha Jane, stava chiamando aiuto nel campo del vicino. Stava cercando di aiutare uno schiavo che era crollato. Il ragazzo sfortunatamente morì, ma Peter Paul non poté dimenticare Martha Jane e il suo senso di compassione.
Quando rese noto il suo interesse per lei, si raggiunse un accordo tra i proprietari degli schiavi, gli Eliot e gli Hager. I padroni permisero a Martha Jane e Peter Paul di contrarre un matrimonio cristiano. Inoltre, i due padroni concordarono che Peter e Martha Tolton avrebbero vissuto in una capanna di schiavi nella fattoria Eliot: Peter sarebbe rimasto schiavo e avrebbe continuato a lavoratore per gli Hager, ma tutti i bambini nati dall'unione sarebbero stati di proprietà della famiglia Eliot.
Nella primavera del 1851, Peter Paul Tolton e Martha Jane Chisley, diciottenne, si sposarono con rito cattolico nella chiesa di San Pietro a Brush Creek, Missouri. Padre John O'Sullivan officiò la cerimonia.

### La famiglia Tolton e gli anni precedenti la guerra di secessione
La vita da schiavi non cambiò per Martha Jane e Peter Paul Tolton dopo il loro matrimonio. Nel giro di pochi anni, oltre al lavoro infinito come schiavi, dovevano occuparsi anche della cura dei loro bambini. Il loro primo figlio fu un ragazzo malato che si chiamava Charles, nato nel 1853. Augustus nacque il 1º aprile 1854, e una figlia, Anne, nacque nel 1859. Augustus fu chiamato così in ricordo di uno zio.
Il registro battesimale della chiesa di San Pietro a Brush Creek non menziona nemmeno il nome di Augustus. Semplicemente afferma: "Un bambino di colore, è nato il 1º aprile 1854, figlio di Peter Tolton e Martha Chisley, proprietà di Stephen Eliot, Mrs. Stephen Eliot, 29 maggio 1854. (firmato) Padre John O'Sullivan". Savilla Elliot, la moglie del suo padrone, fu la madrina di Augustus.
Con il passare degli anni, le tensioni nel paese crebbero. Ci furono sconvolgimenti politici e brontolii di una possibile guerra per liberare gli schiavi.

### La fuga dei Tolton
La nazione era diretta verso la guerra civile per la questione della schiavitù. Più schiavi che mai stavano scappando, molti di loro si unirono poi all'esercito dell'Unione.
Peter Paul Tolton sicuramente informò sua moglie e i suoi figli su ciò che intendeva fare. Mentre se ne andava, Martha Jane e i bambini non si rendevano conto che non lo avrebbero mai più visto. Peter Paul arrivò a Saint Louis, una città divisa, per unirsi all'esercito dell'Unione. Durante la guerra, 180 000 soldati neri divennero parte dello sforzo federale per liberare i quattro milioni di schiavi del paese. Martha Jane non ebbe modo di sapere che suo marito morì di dissenteria in un ospedale di Saint Louis poco dopo la sua fuga.
Il lavoro di molti schiavi si intensificò mentre altri fuggivano lasciando il loro lavoro a quelli lasciati indietro. Oltre al lavoro eccessivo, Martha dovette lottare con la vista di Charley, 8 anni, e Augustus, 7 anni, che erano già impiegati nei lavori agricoli sotto la sferza della frusta del sorvegliante. Per aggiungere confusione, Martha Jane aveva osservato commercianti di schiavi nelle vicinanze che mostravano un interesse speciale per l'acquisto di bambini. Era stata separata dai suoi genitori e fratello, suo marito era sparito e tutto ciò che aveva erano i suoi figli.
Pienamente consapevole dei pericoli connessi con la fuga, la punizione per un fuggiasco catturato era il taglio di un piede, Martha Jane decise comunque di fuggire con i suoi figli. I fuggiaschi venivano spesso catturati, perché i proprietari di schiavi avevano organizzato gruppi con l'ordine di cacciare, sparare e persino uccidere qualsiasi nero trovato fuori casa senza catene di notte. A volte le madri con bambini piccoli non erano però incatenate di notte. Anne aveva solo 20 mesi quando Martha Jane pianificò la sua fuga.
Qualunque sia stata la situazione, Martha Jane riuscì a far uscire i suoi tre figli dai quartieri degli schiavi e a dirigersi verso Quincy.
Si trovava a venti miglia dalla fattoria Eliot ad Hannibal. Avrebbe poi dovuto attraversare il grande fiume e poi percorrere ventun miglia fino a Quincy. Non era una distanza che una persona potesse facilmente coprire con tre bambini al seguito, di cui uno sicuramente portato tra le sue braccia. Camminarono attraverso le contee di Ralls e Marion, attraversavano i campi arati di notte e si nascondevano durante il giorno.
Quando raggiunsero Hannibal furono riconosciuti come fuggitivi da alcuni ufficiali confederati. Erano sul punto di essere ammanettati quando alcuni soldati dell'Unione li difesero affermando che quella parte della città era al di fuori della giurisdizione dei sudisti. Durante la guerra non era raro avere una parte di una città sotto il controllo dei sudisti e un'altra zona sotto il controllo dell'Unione.
In età avanzata, Augustus raccontò spesso l'esperienza di Hannibal e l'evento straziante dell'attraversamento del fiume. Gli uomini dell'Unione, che vennero in loro aiuto quando i confederati volevano arrestarli, aiutarono Martha Jane a trovare una barca a remi. Caricò i suoi figli e attraversò il fiume. Non aveva esperienza con la barca e mentre lottava con i remi, virava da una parte e all'altra.
Dopo che si furono allontanati, i confusi confederati li avvistarono e iniziarono a lanciare minacce contro di loro. Uno sparò ripetutamente alla piccola barca sul fiume ma era troppo buio perché potesse centrare il bersaglio. Martha Jane con Charley, Augustus e la piccola Anne raggiunsero tranquillamente l'Illinois.
Si imbatterono in alcuni operai diretti al lavoro mattutino sul molo di fronte Hannibal. Riconobbero che la donna e i bambini erano fuggiaschi. Diedero loro del cibo dalle loro gavette e indicarono la strada per Quincy, ancora a una ventina di chilometri di distanza. Uno assicurò alla signora Tolton che c'era una colonia di neri che viveva nella parte orientale di Quincy e che molte di queste persone erano uscite dalla schiavitù. La signora Tolton temeva ancora di essere catturata da coloro che cercavano fuggiaschi mentre si dirigevano al nord. Fu un viaggio tremendamente teso e pauroso in fuga dalla schiavitù.
Secondo i discendenti della famiglia Elliott, tuttavia, fu Stephen Elliott a liberare tutti i suoi schiavi allo scoppio della guerra civile e permise loro di spostarsi verso nord.

### La lotta per l'accettazione
Nel tardo pomeriggio, il giorno dopo la loro esperienza notturna sul fiume, la famiglia giunse a Quincy. La città contava una popolazione di 25 000 persone. Aveva fabbriche, scuole, aziende e chiese. Trovarono il quartiere nero, dove vivevano circa 300 afro-americani, e ricevettero un aiuto immediato da una certa signora Davis. Era una vedova con una figlia di nove anni, Mary Ann. La signora Davis assunse i Tolton, un accordo che durò diversi anni. Le due madri, una impiegata nelle lavorazioni diurne e l'altra come cameriera notturna in un edificio per uffici nel centro della città, si occupavano l'una dei figli dell'altra.
La Harris era un'enorme fabbrica di tabacco, tra la 5ª strada e Ohio Street. Quando il fischio soffiava ogni mattina alle 8, trecento operai dovevano essere nelle loro postazioni per trasformare le foglie di tabacco in sigari. I dipendenti lavoravano dieci ore al giorno, sei giorni alla settimana. La signora Tolton iniziò subito a lavorare lì e presto Charley, di dieci anni e Augustus, di nove anni, presero servizio nella stessa fabbrica. Tagliavano i gambi grossolani dalle foglie in modo che solo la parte migliore della foglia venisse arrotolata in sigari. Lavorarono sotto la supervisione di nero di nome Pleasant. Augustus raccontò in seguito che il suo nome, ch significa "gradevole", si adattava alla sua personalità.
La preghiera e il canto degli inni facevano parte della vita familiare. Il vanto di Augustus per tutta la vita fu che aveva imparato a pregare e cantare sulle ginocchia di sua madre.
Durante l'inverno del 1863, Charley, che era sempre malaticcio, prese un raffreddore che sfociò in una polmonite. All'epoca la fabbrica di sigari chiudeva nei mesi invernali. La signora Tolton sedeva accanto al letto di suo figlio malato giorno e notte. Le medicine non fecero effetto e Charley morì a dieci anni.
Nel 1865 finì la guerra di secessione. La signora Tolton sperava che suo marito sarebbe riuscito a trovarla. Le sue speranze furono distrutte, tuttavia, quando le fu detto che il suo nome compariva nella lista ufficiale delle vittime dell'esercito dell'Unione. 63 148 nomi di neri sono presenti in quella lista. Il corpo di Peter Paul Tolton riposa da qualche parte in una tomba sconosciuta.
Dal momento del loro arrivo a Quincy, i Tolton frequentarono la chiesa di San Bonifacio. Aveva duemila fedeli, per lo più tedeschi. I sermoni erano in tedesco, ma per considerazione di un piccolo gruppo di neri riuniti in un angolo della chiesa, padre Schaeffermeyer leggeva il Vangelo e riassumeva il sermone in inglese.
La signora Tolton decise che Augustus avrebbe dovuto ricevere un'istruzione. La San Bonifacio aveva una scuola parrocchiale dove le suore di Notre Dame insegnavano ai bambini più piccoli. Sacerdoti e i laici istruivano invece i ragazzi più grandi. Augustus fu accettato e assegnato alla classe di suor Chrysologus.
La presenza di Augustus in una scuola completamente bianca provocò una rivolta nella parrocchia. I genitori minacciarono di ritirare i loro figli dalla scuola, di interrompere il loro sostegno economico alla parrocchia e di ritirarsi dalle attività parrocchiali. Il parroco e le suore ricevettero lettere anonime e un sasso venne lanciato attraverso la finestra della canonica. Si diceva che sarebbe stata fatta circolare una petizione da presentare al vescovo nella quale si chiedeva la rimozione di padre Schaeffermeyer.
La vita scolastica di Augustus era intollerabile. I bambini lo tormentavano, lo schernivano perché non sapeva leggere, imitavano il suo accento, lo chiamavano in modo ingiurioso fino a farlo scoppiare in singhiozzi incontrollabili. Suor Chrysologus lo teneva nell'aula dopo la scuola per dargli lezioni speciali e proteggerlo dai bambini che lo aspettavano fuori per tormentarlo.
In meno di un mese fu concordato di ritirarlo dalla scuola. Padre Schaeffermeyer negli anni successivi fu sempre addolorato quando raccontava dell'incidente. Ricordò: "Posso ancora vederli - madre e figlio - le braccia della signora Tolton ghermivano le spalle del ragazzo e i due camminavano lungo il marciapiede dopo che era stato cacciato".
Dato che Augustus aveva frequentato la chiesa di San Bonifacio per diversi anni, imparò a parlare tedesco. Questo alla fine fu un vantaggio per lui nella sua educazione. Dopo l'esperienza alla St. Boniface School, ci vollero diversi anni prima che si facesse un altro tentativo per dargli un'educazione.
Ogni anno durante i tre mesi invernali, la fabbrica di tabacco Harris chiudeva. Nel 1868, durante il periodo di licenziamento, la signora Tolton decise di iscrivere il figlio quattordicenne nella scuola pubblica nera tra la 10ª Strada e Oak Street. La scuola nera numero 1, ospitata in una piccola capanna, era stata fondata nel 1862.
Anche questa esperienza scolastica fu amara per Augustus. Era un quattordicenne nero molto alto che non sapeva leggere e doveva studiare con i bambini delle elementari. I mulatti, che erano numerosi nella scuola, lo guardavano dall'alto in basso; non aveva un padre e così gli altri ragazzi lo chiamavano bastardo e dicevano che sua madre era una prostituta. Eppure nel primo paio di mesi di studi fece progressi nell'apprendimento e nell'essere accettato socialmente.
A Quincy, all'epoca, c'erano quattro parrocchie cattoliche: San Bonifacio, fondata nel 1837, e la chiesa dell'Ascensione, San Lorenzo O'Toole, fondata nel 1839 e che alla fine sarebbe stata conosciuta come San Pietro; San Francesco, fondata nella prateria nel 1860, e Santa Maria, fondata nel 1867. Dopo la sfortunata esperienza a San Bonifacio, la signora Tolton iniziò a frequentare la chiesa di San Lorenzo insieme ad Augustus e ad Anne.
Il parroco della chiesa di San Lorenzo era un irlandese, padre Peter McGirr. Era arrivato in America durante la carestia della patata all'età di 15 anni. Aveva compiuto gli studi per il sacerdozio e il 22 aprile 1862 era stato ordinato presbitero per la diocesi di Alton. Dopo alcuni mesi a Pittsfield, padre McGirr era stato assegnato alla parrocchia di San Lorenzo a Quincy che guidò fino alla sua morte, avvenuta nel 1893.
La prima volta che padre McGirr tenne un discorso privato con il suo parrocchiano adolescente Augustus Tolton fu in occasione della morte di Mary Ann Davis. La signora Davis e sua figlia, Mary Ann, furono tra quelli che avevano la signora Tolton e i suoi figli quando erano arrivati a Quincy. Augustus si riferiva a Mary Ann come una sorellastra, dal momento che erano così vicini. Mary Ann stava morendo di tubercolosi nel 1868 all'età di 16 anni. Fu chiamato padre McGirr che gli diede gli ultimi riti. Rimase dopo le preghiere per i morenti fino alla sua morte. Padre McGirr guidò il piccolo gruppo nella preghiera per l'anima defunta. Terminato questo, Augustus lo condusse alla porta. Fu in quell'occasione che il prete iniziò a parlare con il ragazzo. Come tutti in città, padre McGirr sapeva del problema della St. Boniface e in quel momento scoprì che il ragazzo era andato alla scuola pubblica negli ultimi due mesi.
Padre McGirr insistette che voleva Augustus nella sua scuola cattolica. La parrocchia di San Lorenzo aveva infatti una bella scuola e anche in quella insegnavano le suore di Notre Dame. Si fecero quindi degli accordi per la sua ammissione alla scuola. Il prete fece in modo che non ci fossero problemi per il ragazzo.
In quel periodo, la signora Tolton con Ann e Gus, come Augustus era affettuosamente conosciuto, si trasferì in una casa di mattoni nel vicolo tra Main Street, Jersey Street, l'8ª e la 9ª Strada. L'indirizzo era 818 Main Street. Era a pochi passi dalla chiesa e dalla scuola di San Lorenzo e da lì iniziò una nuova fase della sua vita.
Le suore delle scuola di San Lorenzo avevano preparato gli alunni perché accettassero il primo ragazzo nero nell'istituto. Non ci furono dunque grossi problemi ma padre McGirr ricevette comunque diverse minacce di ritiro del sostegno alla chiesa e persino di lasciare la Chiesa cattolica da parrocchiani bianchi arrabbiati. Le prediche domenicali di padre McGirr, settimana dopo settimana, erano spiegazioni eloquenti del cristianesimo. "Se lo hai fatto al più piccolo dei miei fratelli, tu l'hai fatto a Me" e "Lascia che i bambini piccoli vengano a me" e persino "Parti da me nel fuoco eterno!". Abilmente raccontò la storia del Buon Samaritano per far ascoltare ai fedeli la parabola della situazione. L'opposizione pian piano si spense. Suor Herlinde si accordò per dare ulteriori lezioni a Gus dopo la scuola.
Nel 1869, la chiesa e la scuola furono ribattezzate in onore di San Pietro. Anni dopo, Augustus parlò con affetto del suo tempo nella scuola di St. Peter dicendo: "Finché ero in quella scuola ero al sicuro, tutti erano gentili con me, ho imparato l'alfabeto, a compitare le parole, la lettura e l'aritmetica".
Durante il suo primo mese, memorizzò le preghiere della messa in latino che aveva bisogno di sapere per servire la messa. Frequentò la scuola tre mesi all'anno per tre o quattro anni. Non appena la fabbrica di sigari apriva per la stagione, Gus tornava al lavoro.
Non si sa quando Augustus fece la sua prima comunione. È noto che il 12 giugno 1870 venne cresimato nella chiesa di San Pietro. Le parrocchie sono tenute a tenere registri di battesimi, cresime e matrimoni. Alcune tengono anche registri delle prime comunioni e dei funerali. A quel tempo era una pratica comune per un giovane fare la prima comunione nel giorno della cresima. Questo fu probabilmente anche il caso di Augustus.
Gus era un giovane devoto, che serviva la mssa ogni giorno prima di andare a lavorare. A un certo punto, padre McGirr e Gus iniziarono a discutere sulla possibilità di una vocazione al sacerdozio. Scoprirono che non c'erano sacerdoti neri negli Stati Uniti, anche se c'erano i fratelli Healy il cui padre era un irlandese e la loro madre una mulatta.
L'educazione formale di Augustus fino a quel momento era molto limitata: un mese alla St. Boniface School, due mesi alla Colored School e tre mesi ogni inverno per tre o quattro anni alla St. Peter School.
Dal momento che voleva diventare prete, si pensava che sarebbe stato meglio per lui unirsi ai francescani poiché potevano soddisfare meglio le sue esigenze educative. Anche padre Schaeffermeyer, della parrocchia San Bonifacio, aveva fatto amicizia con lui e mostrava interesse per la sua ammissione in un seminario. Prima di unirsi ai francescani, padre Schaeffermeyer lasciò dei soldi per aiutare Augustus nell'educazione in seminario.
Augustus si candidò per divenire postulante nei francescani. La sua richiesta fu però respinta. Quindi, padre McGirr scrisse al vescovo Peter Joseph Baltes del giovane devoto e pieno di talento. Il vescovo consigliò al prete di "trovare un seminario che accettasse un candidato nero. La diocesi si assumerà le spese". La direttiva non ebbe alcun valore in quanto padre McGirr scrisse a ogni seminario nel paese e la risposta iniziava sempre con parole del tipo: "Non siamo pronti per uno studente negro".
Quando fu chiaro che nessun seminario o ordine religioso negli Stati Uniti avrebbe accettato Augustus a causa della sua razza, i sacerdoti di Quincy decisero di iniziare la sua istruzione superiore lì in città. Quincy era benedetta dalla presenza di preti ben istruiti. Padre Ostrop, il parroco di San Bonifacio, delineò un piano di studi e iniziò a fornirgli diverso materiale di lettura. Il vicario parrocchiale, padre Theodore Wegmann, tenne la maggior parte delle lezioni. Altri due studenti, Clement Johannes e Henry Ording, si unirono ad Augustus nelle lezioni. Era l'anno 1873.
Nel 1866, il cardinale inglese Herbert Vaughan aveva fondato la Società missionaria di San Giuseppe di Mill Hill per formare il clero missionario da inviare nelle colonie inglesi. Nel 1871 papa Pio IX li incaricò di lavorare con i neri in Africa e in America. L'ordine arrivò negli Stati Uniti e gli venne assegnata una parrocchia di neri a Baltimora. Padre McGirr sentì parlare dell'ordine e non conoscendo le dimensioni o la portata del loro lavoro, scrisse loro immediatamente raccontando di Augustus Tolton, pensando che potesse entrare nel loro seminario.
I giuseppini non avevano però un seminario infatti, il gruppo di Baltimora aveva solo cinque religiosi che vivevano in una piccola casa in affitto. Stavano organizzando corsi di catechismo e si dedicavano all'istruzione dei neri di Baltimora. Suggerirono che Augustus sarebbe potuto andare a Baltimora dove avrebbe operato come catechista o avrebbe potuto provare a essere ammesso al seminario di Mill Hill a Londra e andare nel Borneo, o forse avrebbe potuto continuare a fare da tutore a Quincy fino all'apertura di un'altra opportunità.
Augustus studiò con padre Wegmann dal 1873 al 1875. Nell'ottobre di quell'anno padre Wegmann fu trasferito. Ancora una volta la situazione sembrava senza speranza.
Padre McGirr era cresciuto con un giovane brillante, Patrick Dolan. Entrambi nacquero lo stesso giorno, il 29 giugno 1833, e vivevano in fattorie adiacenti vicino a Fintana, nell'Irlanda del Nord rurale. All'età di quindici anni, Peter McGirr e i suoi due fratelli maggiori giunsero in America. Alla fine Peter frequentò l'Holy Cross College di Worcester, Massachusetts, e poi il seminario sulpiziano di Montréal, in Canada. Fu ordinato sacerdote per la diocesi di Alton. Patrick Dolan, d'altra parte, rimase in Irlanda e si distinse nel seminario d'élite di Maynooth. Purtroppo, dopo la sua ordinazione, padre Dolan ebbe problemi nell'andare d'accordo con i suoi compagni sacerdoti e si scontrò più di una volta con il suo vescovo. Alla fine, iniziò a soffrire di alcolismo e si pensava che un cambiamento completo avrebbe fatto la differenza per lui. Così furono fatti accordi per trasferirlo nella diocesi di Saint Louis. Il vescovo Peter Richard Kenrick lo assegnò a una parrocchia nella parte nord-orientale del Missouri.
In poco tempo, padre McGirr ricevette una lettera dal suo amico d'infanzia in cui padre Dolan descriveva le condizioni di degrado della sua chiesa parrocchiale e della sua canonica e menzionava che non aveva una governante. A quanto pare, padre McGirr non sapeva nulla del problema di alcolismo del suo amico. Pensava che questa sarebbe stata una soluzione per la famiglia Tolton. La signora Tolton poteva essere la sua governante e Augustus il suo custode e in cambio, il dotto prete avrebbe potuto fare da tutore al giovane.
I Tolton tornarono nel Missouri con molta apprensione ma questo significò una possibilità per Augustus di ottenere un'istruzione più elevata. La signora Tolton presto fece riordinare la canonica di padre Dolan, Anne ottenne un lavoro e Augustus riprese gli studi e trovò un altro lavoro come addetto alle pulizie in un'osteria dopo l'orario di chiusura. Stava cercando di risparmiare denaro per il suo viaggio al seminario londinese di Mill Hill. I Tolton assistevano alla messa quotidianamente ma a Augustus non fu permesso di servire, con suo grande sgomento.
In pochi mesi fu evidente che padre Dolan non avrebbe mantenuto i patti. Non concedeva infatti le lezioni promesse a Gus. La signora Tolton scrisse a padre McGirr della situazione e raccomandò loro di tornare a Quincy senza esitazione. Erano passati undici mesi.
Tornato a Quincy, Augustus andò a lavorare nella fabbrica J.L. Kreitz Saddle e come custode della chiesa di San Pietro. La signora Tolton tornò alla fabbrica di sigari. Gus riprese i suoi studi, questa volta con padre Reinhart che aveva fondato la parrocchia di Santa Maria, ma che a causa di problemi di salute, era diventato cappellano dell'Ospedale di St. Mary. Presto, Augustus trovò un lavoro meglio pagato. John Flynn lo assunse infatti alla Durholt and Company, un'azienda di imbottigliamento di bibite.
Nel 1878, i francescani del St. Francis College - oggi noto come Università di Quincy - accettarono Augustus come studente. I francescani padre Richardt, padre Engelbert Gey e padre Francis Albers furono i suoi maestri e tutti sembravano sapere che un giorno Augustus sarebbe andato a Londra per gli studi teologici e sarebbe stato poi inviato nel Borneo o in Africa.
Gus bruciava dallo zelo per fare qualcosa per l'istruzione religiosa dei bambini neri di Quincy. La parrocchia di San Bonifacio possedeva una vecchia chiesa protestante nell'angolo sud-ovest tra la 7ª Strada e Jersey Street. Era stata usata temporaneamente come scuola, ma all'epoca era vuota. Quincy aveva tremila neri e alcuni di loro erano cattolici ma molti avevano smesso di andare in chiesa. Padre Richard Richardt e Augustus avviarono una scuola domenicale, prima alla San Francesco, poi in questa vecchia chiesa. La scuola domenicale funzionava così bene che venne aperta una scuola diurna per i neri con suor Herlinde come insegnante.
Il progresso di questa nuova scuola cattolica venne notato dai leader non cattolici che organizzarono un incontro di protesta in cui le persone presenti decisero pubblicamente di non mandare i propri figli alla San Giuseppe. Ciononostante, la scuola dei bambini neri di San Giuseppe trovò nuovi allievi ogni volta che altri venivano attratti.
Un'altra area in cui Augustus esercitava influenza fu il movimento della temperanza, un movimento sociale contro il consumo di bevande alcoliche. Si unì alla St. Peter's Temperance Society e, conoscendo il male provocato dall'abuso di alcol, esortò altri neri a unirsi.
La principale influenza di Augustus fu la sua vita quotidiana: la partecipazione quotidiana alla messa, l'affidabilità al lavoro, la diligenza nel frequentare le lezioni del college e nel parlare con le famiglie invitandole a seguire le istruzioni religiose dei loro figli. L'apostolato laico, tuttavia, non era quello che Augustus voleva; era determinato a diventare prete.

### Alla ricerca di un seminario
Divenne sempre più evidente però che i padri giuseppini di Mill Hill di Londra non ritenevano saggio che Augustus venisse ammesso nel loro seminario. Il loro ordine aveva infatti intenzione di aprire un seminario negli Stati Uniti.
I francescani di Teutopolis semplicemente non potevano rischiare di avere più pregiudizi contro di loro di quanto non stessero già sopportando. Anche ai tempi della prima guerra mondiale il Dipartimento di Giustizia e l'FBI mandavano agenti a Teutopolis per indagare sulla lealtà dei frati tedeschi. Avere un uomo nero nell'ordine, si pensava, avrebbe portato ulteriori pregiudizi contro l'ordine.
I padri Richardt e McGirr decisero di chiedere al vescovo di Alton Peter Joseph Baltes se poteva essere ammesso al Pontificio Collegio Urbano a Roma. Il vescovo Baltes accettò di pagare per la sua formazione in seminario se padre McGirr fosse stato in grado di trovarne uno disposto ad ammetterlo. Il vescovo Baltes stava per fare la sua visita ad limina a Roma e promise che mentre era lì avrebbe esaminato la possibilità di farlo ammettere al Pontificio Collegio Urbano. Questo è un seminario romano nato per la formazione di sacerdoti che opereranno nei paesi di missione. Gli Stati Uniti furono considerati dalla chiesa cattolica come "terra di missione" fino al XX secolo.
Pochi mesi dopo, padre Richardt si risentì con il vescovo. Egli aveva parlato con il cardinale prefetto della Congregazione de Propaganda Fide che riteneva che fosse meglio che Augustus compisse gli studi per il sacerdozio negli Stati Uniti e che operasse in quel paese. Egli era infatti ben consapevole che molti ex schiavi negli Stati Uniti avevano bisogno di essere evangelizzati.
A questo punto, padre Richardt decise di compiere uno sforzo più drammatico. Era consapevole che il superiore generale dell'Ordine francescano era una conoscenza personale del cardinale prefetto della Congregazione. Padre Richardt decise di scrivere direttamente al superiore del suo ordine. Scrisse una biografia completa di Augustus Tolton, raccontò dei suoi sforzi per entrare in seminario negli Stati Uniti e comunicò la vera ragione per cui era stato rifiutato dai seminari del suo paese. Padre Richardt descrisse il ventiseienne Augustus come un accolito reverente, un figlio devoto, un lavoratore fedele, uno studente diligente e un apostolo laico zelante.
Dopo diversi mesi arrivò una risposta. Augustus Tolton era stato accettato come seminarista al Pontificio Collegio Urbano. Come per tutti gli studenti di quel seminario, l'intesa era che sarebbe stato addestrato per poi recarsi in un paese di missione; non avrebbe avuto scelta sul dove sarebbe stato mandato.
Conoscendo il pregiudizio razziale contro i neri negli Stati Uniti, Augustus pensò che sarebbe stato inviato in Africa. A lui però andava bene. La sua vocazione era il sacerdozio e non gli importava in quale luogo avrebbe operato.

### A Roma
Nel pomeriggio di domenica 15 febbraio 1880 Augustus lasciò Quincy in treno diretto a Chicago. Sua madre, Martha Jane, sua sorella, Anne, i padri McGirr e Richardt e altri amici, bianchi e neri, assistettero alla partenza. Dal momento del suo arrivo a Quincy, all'età di dieci anni, non aveva mai lasciato la città. Deve essere stato emozionante per lui vedere i campi e le città lungo la strada per Chicago.
Per aiutarlo a pagare il suo viaggio per Roma, il vescovo Peter Joseph Baltes gli aveva inviato cinquanta dollari, gli studenti del Quincy College avevano fatto una colletta e i francescani gli avevano dato dieci dollari, una somma di denaro considerevole per quei tempi. Nella sua borsa aveva la lettera che avrebbe dovuto presentare al collegio una volta giunto a Roma.
Il treno arrivò a Chicago di notte. Lì fece una sosta di due ore prima di prendere il successivo treno. Martedì mattina giunse a Jersey City e da lì nella città portuale di Hobboken. Lo stesso ordine di suore che gestivano l'ospedale St. Mary a Quincy, aveva un ospedale anche a Hobboken. Suor Perpetua, che conobbe quando operava a Quincy, era lì e lo invitò a rimanere fino a sabato 21 febbraio, quando la nave "Der Westlicher" sarebbe salpata da Hobboken verso Le Havre, in Francia.
All'inizio deve essere stato travolto dall'entusiasmo ma a bordo della nave trovò un volto familiare, il padre francescano Ewald Fahle che aveva incontrato al Quincy College. Egli stava tornando in Germania con diversi altri frati per far visita ai parenti.
Il viaggio di 12 giorni si concluse a Le Havre il 4 marzo 1880. Da lì prese un treno per Parigi dove avrebbe cercato di recarsi a Roma. Il suo viaggio terminò con l'arrivo a Roma il 10 marzo. La prima cosa che fece nella Città Eterna fu trovare una chiesa in cui ringraziare Dio per il viaggio sicuro. Doveva presentarsi al seminario il 12 marzo, quindi trascorse due notti in un albergo.
La cupola di San Pietro in Vaticano domina Roma. Deve essere stata un'emozione incredibile per il giovane Augustus, devoto cattolico, ex schiavo, ex fabbricante di sigari e imbottigliatore di Quincy vedere i grandi monumenti e le chiese di Roma.
Venerdì 12 marzo si recò al Pontificio Collegio Urbano che ha sede in un edificio a tre piani Piazza di Spagna. La sua educazione sarebbe durata sei anni. Nei primi due anni avrebbe completato gli studi universitari di filosofia. Quindi per quattro anni avrebbe compiuto gli studi teologici. Le materie di studio erano teologia dottrinale, teologia morale, teologia ascetica, teologia sacramentale, diritto canonico e altre simili. Tutte le lezioni, i libri di testo e gli esami erano in latino ma Augustus era ben preparato per affrontare questa istruzione superiore.

### In seminario
La Domenica delle Palme, il 21 marzo 1880, nove giorni dopo il suo arrivo in collegio, Augustus ricevette l'abito da seminarista, una talare nera con berretta dello stesso colore. Lo speciale legame di questo seminario con il papa era simboleggiato da una fascia rossa portata in vita e da una nappa rossa sulla berretta. Questo sarebbe stato l'abito che Augustus Tolton avrebbe indossato per il resto della sua vita.
Quando fu al terzo anno di studi gli fu permesso di prestare il giuramento di Propaganda Fide. Come membri della "famiglia" speciale del papa, gli studenti erano tenuti a fare tre promesse: di lavorare in qualsiasi paese o diocesi a cui sarebbero stati assegnati, di non entrare in un ordine religioso senza il permesso della Santa Sede e di informare la Sacra Congregazione di Propaganda Fide ogni tre anni circa delle loro condizioni generali e del loro lavoro.
Augustus sfruttava ogni occasione per apprendere la geografia e la storia dell'Africa e per apprendere le lingue e le culture delle varie aree del Continente Nero. Nei momenti ricreativi imparò a suonare la fisarmonica e si divertiva a cantare i brani spiritual dei neri che aveva imparato da bambino nei campi della contea di Ralls, nel Missouri. Nei giorni liberi, camminava per le strade di Roma e visitò molte delle sue seicento chiese, facendo schizzi nel suo quaderno d'arte sull'architettura degli edifici e registrando le loro storie.
Il 14 maggio 1883 ricevette la tonsura. Questa cerimonia consisteva nel taglio dei capelli del seminarista a forma di croce da parte di un vescovo. Questo simboleggiava la volontà del candidato seminarista di diventare schiavo del popolo di Dio. Augustus ricevette la tonsura per mano del patriarca Giulio Lenti, vicegerente della diocesi di Roma. Il presule pregò che i candidati "liberassero i loro cuori dai legami del mondo e dai desideri terreni".
Il seminarista Tolton, pur vivendo a seimila miglia da Quincy, continuò a nutrire un vivo interesse per la St. Joseph School di Quincy. Durante il suo primo anno a Roma, Augustus ricevette la notizia che la scuola cattolica per i neri che gli era così cara era stata chiusa. Il provinciale francescano aveva infatti incaricato i frati di interrompere la loro associazione con la scuola. Padre Michael Richardt, OFM, fu trasferito a Teutopolis, Illinois, e anche suor Herlinde, SSND, fu trasferita. La notizia lo scoraggiò.
Tuttavia, dopo diversi anni, padre McGirr scrisse ad Augustus per dargli buone notizie. Alcune persone generose a Quincy, insieme ad alcuni artigiani che avevano lavorato gratuitamente, avevano provveduto a restaurare la chiesa di San Giuseppe. L'edificio, una ex chiesa protestante tra la 7ª Strada e Jersey Street, venne completamente ristrutturato ed adibito sia a chiesa parrocchiale che a scuola parrocchiale per i neri. Padre Theodore Bruener, parroco di San Bonifacio, fu accreditato a offrire la guida per questo apostolato dei neri.
La chiesa di San Bonifacio accettò di sostenere questa parrocchia e padre Bruener, insieme al suo vicario, padre Cornelius Hoffman, e a padre Joseph Still, parroco della parrocchia di San Giovanni, lo avrebbe assistito. Il piano incontrò l'approvazione del vescovo Peter Joseph Baltes.
L'edificio, con la scuola nel seminterrato, ricevette una nuova sistemazione dei nuovi piani e un nuovo tetto. Sulla chiesa e sulla torre vennero poste due croci. La signora Herman Tenk guidò la raccolta di fondi per il progetto. Il 15 gennaio 1882 la chiesa di San Giuseppe fu aperta con una messa solenne e un sermone. Ogni domenica da allora in poi, ci furono due messe, i vespri del pomeriggio con la benedizione e un periodo di istruzione religiosa. Padre Hoffman si dedicò con tutto il cuore alla scuola dei neri e suor Herlinde fu autorizzata dai suoi superiori a tornare a insegnare. Poco tempo dopo, la scuola era così affollata che le Suore della Santa Croce inviarono una candidata dal loro ordine per insegnare ai bambini più piccoli.
Nel giro di un anno, i sacerdoti trovarono il lavoro extra un peso. Padre Hoffman andò in congedo per malattia e padre Still non riuscì a trovare un sostituto per le volte in cui era fuori città. Padre Bruener chiese al vescovo Peter Joseph Baltes che un prete fosse nominato parroco di San Giuseppe ma egli non riuscì a trovare un candidato. Quindi i francescani accettarono di consentire a padre Samuel Macke di assistere a San Giuseppe la terza domenica di ogni mese e alla fine cominciò a insegnare religione nella scuola.
Tutta questa prosperità durò solo un anno e mezzo. Nell'aprile del 1885 ci fu una battuta d'arresto. Padre Macke fu trasferito e le messe domenicali furono interrotte per un certo periodo.
Nel settembre del 1885 padre George Pesch venne nominato assistente nella parrocchia di San Bonifacio e ripristinò alcuni servizi. Tuttavia, il servizio liturgico in parrocchia continuava a rimanere irregolare anche se la necessità pastorale era evidente.

### Verso il sacerdozio
Prima delle revisioni del rituale dell'ordinazione nell'ultima parte del XX secolo, dopo il Concilio Vaticano II, il candidato al sacerdozio percorreva i passi di quattro ordini minori e due ordini maggiori. Questi erano passi ritualistici. Augustus ricevette i primi due ordini minori l'8 marzo 1884. Nella cappella del Pontificio Collegio Urbano ricevette l'ostiariato e il lettorato per mano del cardinale Lucido Maria Parocchi, vicario di Sua Santità per la diocesi di Roma.
Nelle cerimonie che conferivano l'ordine dell'ostiariato, il candidato riceveva le chiavi della chiesa e l'ordine di "suonare le campane, aprire e chiudere le porte della chiesa e della sacrestia e aprire i libri per il predicatore". Il candidato veniva ulteriormente ammonito a "sforzarsi con le parole e con l'esempio di stare lontano dal diavolo e aprirsi a Dio e ai cuori dei fedeli".
Nell'ordine del lettorato, al candidato veniva detto "di leggere la parola di Dio in modo intelligente, in modo che i fedeli possano essere edificati".
Il progresso verso il sacerdozio era lento e deliberato. I due ordini minori successivi, l'esorcistato e l'accolitato, gli furono conferiti il 20 dicembre 1884. L'esorcista, attraverso il potere dello Spirito Santo, ha il potere scacciare Satana. L'accolito deve servire all'altare. Probabilmente Augustus stava già pensando al servizio che avrebbe dato in qualche posto in Africa. A questo punto non sapeva ancora dove ma non gli importava. Avrebbe fatto il lavoro di Dio e della Chiesa.
Domenica 2 agosto 1885, Augustus Tolton ricevette il primo ordine maggiore, quello del suddiaconato. In quei giorni, questo era il passo irrevocabile. A quel tempo, il candidato accettava la responsabilità della castità perpetua nello stato di celibe e la responsabilità di pregare quotidianamente l'ufficio divino per tutta la vita.  "Se desideri perseverare nella tua santa determinazione, fatti avanti nel nome del Signore", in questo modo il celebrante chiamava i candidati. A quel punto, essi facevano un cerimonioso passo in avanti. Poi, con la veste chiamata tunicella che pendeva sulle braccia, non ancora indossata, i candidati si sdraiano a terra sul pavimento del santuario mentre venivano cantate le Litanie dei santi. I pensieri che dovevano attraversare la mente del candidato durante la lunga litania erano schiaccianti. Questo era il punto di non ritorno, questo era il punto in cui si davano completamente.
L'8 novembre 1885 fu ordinato diacono. Gli ordini precedenti erano cerimonie della Chiesa. Gli ordini del diaconato, del presbiterato e dell'episcopato formano il sacramento dell'Ordine sacro. Nella cerimonia di ordinazione il cardinale Lucido Maria Parocchi disse: "Considera bene quale grado elevato ti elevi nella Chiesa: l'ufficio del diacono è di assistere all'altare, di battezzare e predicare".
Augustus scrisse negli anni seguenti: "Il giorno in cui fui ordinato diacono, mi sentivo così forte che non pensavo che le difficoltà fossero mai troppo grandi per accettarle, ero pronto a tutto, anzi, ero molto sicuro di poter spostare le montagne - in Africa."
Agli inizi del 1886, Augustus apprese che sarebbe stato ordinato sacerdote il Sabato santo, il 24 aprile, nella basilica di San Giovanni in Laterano a Roma.
Il diacono Augustus Tolton sappe dunque tre mesi prima che sarebbe stato ordinato in questa basilica il giorno prima di Pasqua. Scrisse a padre Richardt: "I miei studi in seminario sono ormai finiti e andrò in Africa subito dopo la mia ordinazione ad aprile".
Il giorno prima della celebrazione, venerdì 23 aprile, la fede di Augustus venne messa alla prova. Il cardinale Giovanni Simeoni, prefetto della Congregazione di Propaganda Fide, si rivolse ai diaconi che sarebbero stati ordinati il giorno dopo e ricordò loro il giuramento di propaganda. L'obbedienza li obbligava ad andare ovunque sarebbero stati mandati nel mondo. Augustus si aspettava di partire per l'Africa. Era stato ammesso in questo seminario con quella missione. Monsignor Peter Joseph Baltes, che era stato in grado di farlo entrare nel collegio, non ebbe contatti con Augustus o con il seminario durante i sei anni in cui il ragazzo studiò lì. Augustus aveva studiato le culture e le lingue africane ma non sapeva in quale diocesi o parte dell'Africa sarebbe stato inviato. Tuttavia, Augustus non era preparato per quello che stava per accadere.
Il cardinale Simeoni, il venerdì santo del 1886, il giorno prima della cerimonia di ordinazione sacerdotale, ricordò ad Augustus il suo giuramento di propaganda, in particolare del fatto che aveva promosso di andare ovunque fosse stato inviato. Il cardinale disse ad Augustus che in una riunione della commissione la sera prima era stato deciso che sarebbe stato mandato in Africa ma che, alla fine della discussione, egli aveva annullato la decisione della commissione annunciando: "L'America è stata definita la nazione più illuminata del mondo. Vedremo se merita quell'onore: se gli Stati Uniti non hanno mai visto un prete nero, devono vederne uno ora".
Il cardinale disse ad Augustus che sarebbe stato rimandato negli Stati Uniti, nella diocesi di Alton, nell'Illinois, sua diocesi di origine. Questo fu un duro colpo per Augustus. La decisione era giunta con spaventosa rapidità; era una delusione, ma era il prezzo di un voto di obbedienza.
Augustus deve aver ricordato il suo tempo come schiavo in America, la sua fuga dalla schiavitù con sua madre e i suoi fratello, il suo rifiuto alla prima scuola che frequentò a Quincy, il rifiuto ad ammetterlo di ogni seminario nel paese e il rifiuto da parte degli ordini religiosi che non erano "pronti" per un confratello nero. Ora, doveva tornare in America. Deve essersi chiesto se poteva avere successo nel ministero negli Stati Uniti. Dio però chiama le persone ad essere fedeli, non ad avere successo.

### L'ordinazione sacerdotale

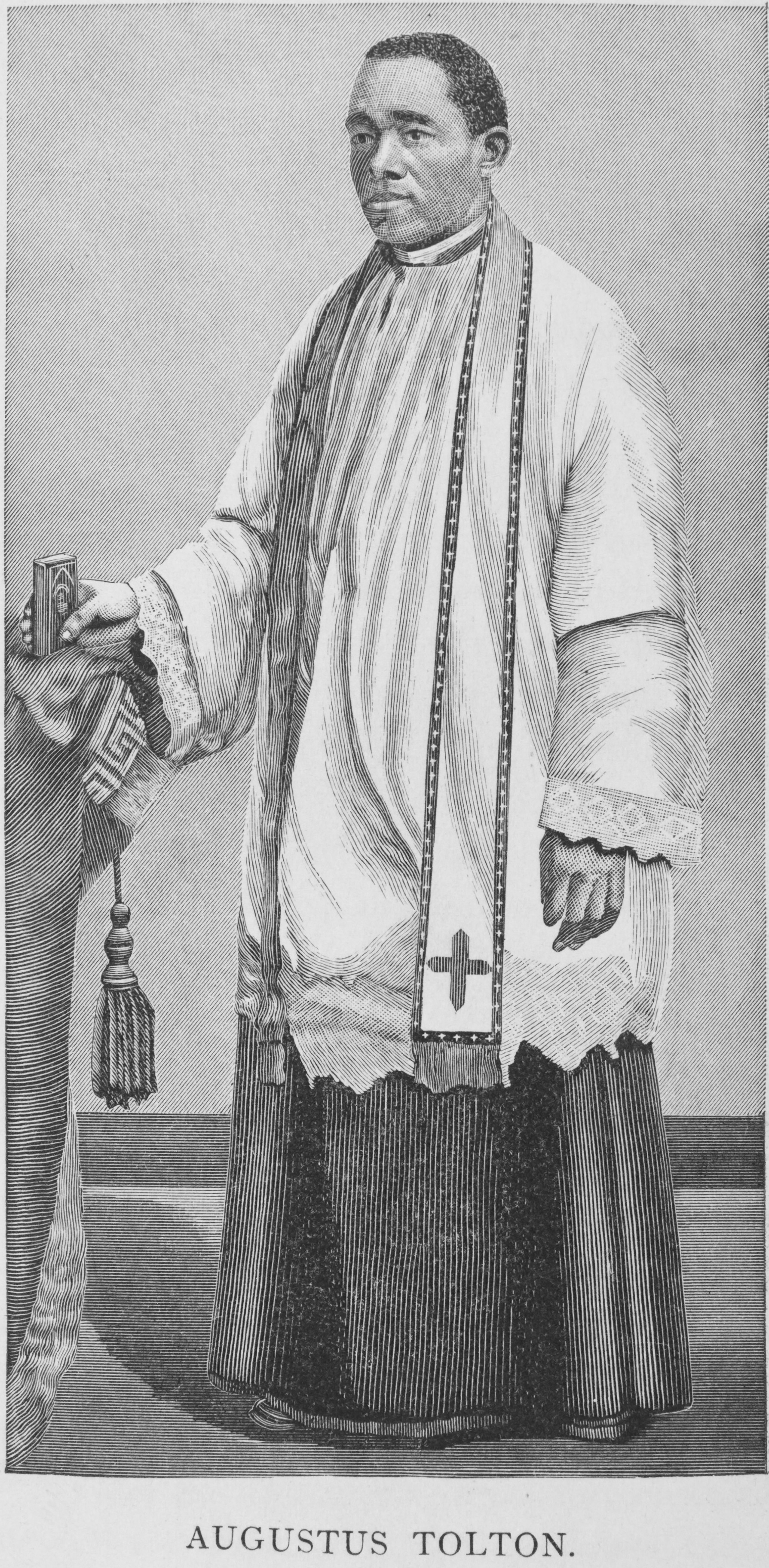
Padre Tolton nel 1887.

Il 24 aprile 1886, sabato santo, era il giorno dell'ordinazione presbiterale di Augustus Tolton. Papa Leone XIII delegò il cardinale Lucido Maria Parocchi a officiare la cerimonia. La basilica di San Giovanni in Laterano aveva visto nei secoli molte ordinazioni.
"Lascia che quelli che vengono avanti siano ordinati nell'Ordine del sacerdozio", annunciò il maestro delle Cerimonie. Quindi i candidati furono chiamati uno per uno. "Augustus Tolton!". A quel punto l'uomo di colore della chiesa di San Pietro a Quincy rispose "Adsum" che significa "Sono pronto". Augustus si fece avanti. La cerimonia di ordinazione durò parecchie ore. I candidati, in segno visibile di indegnità, si prostrarono a faccia in giù sul pavimento della grande basilica con le famose statue degli apostoli che li guardavano, mentre venivano recitate le litanie dei santi. Nel prosieguo della cerimonia, le mani di Augustus furono unte con l'olio benedetto, gli furono offerti un calice e una patena da toccare; gli fu imposta sulle spalle una stola a simboleggiare un "dolce giogo" e gli venne fatta indossare la casula, simbolo di carità.
La pianeta non venne completamente dispiegata fino a che non ricevettero la Santa Comunione, il momento in cui ai neo-ordinati veniva data l'autorità di rimettere i peccati nel sacramento della penitenza. La cerimonia indicò chiaramente in che cosa consiste il sacerdozio nella Chiesa cattolica, "offrire sacrifici, benedire, governare, predicare e battezzare".
Al termine della messa di ordinazione, i presenti andarono dai neo-ordinati per chiedere loro una benedizione. I neo-ordinati posero le mani su ogni persona che fosse laica o dignitaria della Chiesa che poi baciava le mani del neo-ordinato in segno di rispetto per il sacerdozio.
Il cardinale Giovanni Simeoni prese accordi per permettere a padre Augustus di celebrare la sua prima messa nella grande basilica di San Pietro in Vaticano, la chiesa tanto identificata con il cattolicesimo negli ultimi secoli. Era il 25 aprile 1886, domenica di Pasqua. Pellegrini e turisti devono essersi rimasti stupiti quando videro un cardinale vestito di rosso prendere posto accanto a un prete nero.
Padre Tolton iniziò con le parole "Introibo ad altare Dei". Il cardinale gli rispose come prevedeva la liturgia: "Ad Deum qui laetificat iuventutem meam". Padre Tolton aveva ascoltato queste parole per la prima volta nella chiesa di San Pietro a Brush Creek, Missouri, e poi le aveva imparate a memoria quando suor Chrysologus gli insegnò come servire la messa nella chiesa di San Pietro a Quincy. Ora, stava dicendo le preghiere del sacerdote per la prima volta nella basilica di San Pietro in Vaticano.
Durante il periodo pasquale, papa Leone XIII ricevette i nuovi sacerdoti che avevano studiato al Pontificio Collegio Urbano. Il giovedì dell'Ascensione, ogni membro della classe ricevette la croce di missionario in una semplice cerimonia. A poco a poco, i nuovi sacerdoti iniziarono a lasciare Roma per recarsi in vari paesi di missione nel mondo.
Padre Francis Ostrop di Carlinville, Illinois, aveva regolarmente inviato ad Augustus del denaro durante i sei anni di permanenza a Roma da spendere liberamente. Padre Ostrop aveva conosciuto Augustus quando era di stanza nella chiesa di San Bonifacio a Quincy, anni prima.
Padre Tolton aveva risparmiato parte del suo denaro nel corso degli anni ma non era abbastanza per pagare il suo ritorno negli Stati Uniti. Il cardinale Giovanni Simeoni scrisse quindi al suo superiore chiedendo del denaro. In una lettera del 3 giugno 1886, recentemente trovata negli archivi della Congregazione di Propaganda Fide, c'è una lettera in cui scrisse: "Padre Augustine Tolton sta per partire per Alton, Illinois, la sua diocesi in America. Profondamente appreso, tuttavia è degno di fiducia e disponibile, attento e obbediente: per favore inviate 220 lire per pagare per il viaggio in America, l'importo che ha (485 lire) non è sufficiente".
L'arrivo del denaro era imminente, ma in una lettera al vescovo di Alton del 16 giugno 1886 si legge: "Abbiamo anticipato le 220 lire che padre Tolton doveva pagare per il suo viaggio e abbiamo addebitato questo importo alla diocesi di Alton. Padre Tolton è un buon prete, affidabile, degno, capace, profondamente spirituale e dedicato".
Il 13 giugno 1886 lasciò il Pontificio Collegio Urbano. Sarebbe giunto in Illinois dopo oltre un mese. Alcune cose interessanti gli accaddero lungo il viaggio verso casa.

### Il viaggio di ritorno a casa
L'itinerario di padre Tolton per tornare negli Stati Uniti lo portò da Roma a Civitavecchia, poi in nave fino a Livorno e da lì a Marsiglia, in Francia. Attraversò il canale della Manica per raggiungere Liverpool, da dove avrebbe preso una nave per attraversare l'oceano Atlantico.
A Livorno, in Italia, un ufficiale italiano dell'immigrazione, pensando che un uomo di colore che parlava un italiano così fluente fosse un soggetto proveniente dalle colonie d'Africa, cercò di convincere padre Tolton ad arruolarsi nell'Esercito Italiano. In Francia, tutti i passeggeri furono messi in quarantena per ventiquattr'ore e in Inghilterra ci fu un ritardo di dodici giorni alla partenza. Un gentiluomo irlandese fece la conoscenza del prete appena ordinato e decise di fare un favore al sacerdote. Conoscendo il ritardo, portò padre Tolton a proprie spese attraverso la Manica e viaggiò con lui per più di una settimana in diversi paesi europei, organizzando per lui la santa messa in alcune delle grandi cattedrali e santuari d'Europa. Il tour finì a Liverpool, dove padre Tolton salì a bordo di una nave della Cunard Line, la Gallia. La nave arrivò a New York il 6 luglio 1886.
Padre Tolton volle celebrare la sua prima messa in terra americana nella chiesa parrocchiale di San Benedetto il Moro, situata tra Bleeker e Downing Streets a New York. La sua congregazione era composta principalmente da neri. L'11 luglio, alla presenza di una chiesa piena, la congregazione vide il primo sacerdote nero negli Stati Uniti celebrare la messa nella loro chiesa. The New York World, il 12 luglio, descrisse l'evento: "Molto prima che fosse fissato, ogni posto nella chiesa di San Benedetto il Moro era pieno i neri, vecchi e giovani, venivano da tutte le parti della città e molti da fuori della città".
Mentre la messa di San Benedetto fu una cerimonia solenne, padre Tolton celebrò una messa per le suore francescane nella cappella dell'Ospedale St. Mary di Hoboken, New Jersey. Aveva infatti promesso alle suore di fare questo per amore delle loro consorelle che lavoravano a Quincy.
Quando divenne noto esattamente quando padre Gus sarebbe arrivato a Quincy, padre McGirr iniziò a fare progetti per un cordiale benvenuto. Noleggiò un vagone ferroviario per portare amici, bianchi e neri, a Springfield, Illinois, e decise di attaccare il vagone al treno che avrebbe portato Augustus a Quincy.
Mentre il treno entrava in città, una banda di ottoni suonava "Holy God We Praise thy Name". La folla alla stazione salutò e acclamò. Una carrozza decorata trainata da quattro cavalli bianchi portò padre Tolton per le strade affollate di bene auguranti, fino alla chiesa di San Pietro. In chiesa, bambini della scuola, altri preti e ancora più gente lo applaudirono.
C'è una consuetudine di lunga data nella chiesa cattolica di chiedere a un prete appena ordinato di ricevere una benedizione. Centinaia e centinaia di persone stavano aspettando di venire alla balaustra della comunione per chiedere una benedizione. Prima di imporre le sue mani in benedizione su di loro, padre Tolton impose le mani sulla testa di sua madre, invocando la benedizione di Dio su questa donna la cui fede cattolica aveva governato ogni aspetto della sua vita e l'aveva vista attraversare molte difficoltà nel corso degli anni.

### L'apostolato tra i neri a Quincy
Padre Bruener, della parrocchia di San Bonifacio, fu una forza trainante nella fondazione della parrocchia di San Giuseppe. Egli fornì un resoconto dettagliato delle realizzazioni e delle avversità di padre Tolton. "Un riconoscimento speciale deve essere dato alla signora Joseph Duker", scrisse, "l'ex Cecilia Schwab, per i suoi sforzi. Da ragazza ebbe il privilegio di studiare musica nel convento delle suore. Non aspettandosi alcun pagamento, accettò la posizione di organista e direttrice di coro presso la chiesa di San Giuseppe. Allenò un coro di ragazze nere e bianche insieme. Il signor Duker costruì un coro per l'organo e la corale. Le prove settimanali si tenevano sia a scuola che a casa della signora Duker".
"La chiesa misura 36 piedi per 70 piedi", continua padre Bruener, "ed è stata decorata da Henry Gantert. Le stazioni della croce erano fatte a olio, un santuario di Maria era a sinistra e un santuario di San Giuseppe a destra dell'altare".
L'Altar Society consisteva in ottanta donne, sia bianche sia nere. Con sua madre come governante e sacrestana, padre Tolton visse all'angolo sud-est tra l'8ª Strada e Maine Street, in una parte del St. Francis College.
Padre Bruener continua: "Ogni domenica, la chiesa è piena, padre Tolton è molto stimato da tutti e tutti amano i suoi sermoni".
Quindi il tono della cronaca cambiò improvvisamente: "Negli ultimi dieci anni molto è stato fatto per la conversione dei negri a Quincy, i risultati sono stati quasi nulli, vi sono state diverse conversioni ma nel complesso, in termini di risultati, la missione dei negri non ha dato i suoi frutti. La scuola era sempre ben frequentata - in realtà molti bambini venivano battezzati".
Padre Bruener prosegue descrivendo la povertà dei neri. Suor Herlinde scoprì che alcuni dei bambini erano così indigenti che andavano a scuola in inverno solo per stare in un luogo caldo. Ai più poveri di loro venivano forniti scarpe, vestiti e talvolta cibo.
La presenza media nella scuola era di sessanta alunni. Anche se molti erano battezzati, non perseveravano nel praticare la fede. Le società segrete e l'opposizione degli ecclesiastici di altre confessioni sembravano impedire le conversioni. Una storia si diffuse in città su come la signora Tolton mise a tacere un ministro battista che le disse che alla fine tutti i cattolici vanno all'inferno. Madre Tolton gli disse: "Se lo faranno, l'inferno sarà presto riempito ma essendo persone caritatevoli ci trasferiremo per fare spazio a persone come te quando arriverai lì".
La presenza costante di bianchi nella sua chiesa fu di incoraggiamento per padre Tolton perché essi erano in grado di dare i contributi necessari per mantenere aperte la chiesa e la scuola. Chiaramente, c'erano bianchi che venivano solo per vedere la novità del primo prete nero del paese. Altri bianchi erano attratti dalla bontà di padre Tolton e sinceramente non lo vedevano diverso da qualsiasi altro sacerdote. Tuttavia, altri bianchi volevano sinceramente aiutare la neonata comunità cattolica nera e le sue necessità. Bianchi e neri erano in fila per confessarsi e ricevere consigli spirituali da padre Tolton. Egli era attivo nella comunità nella lotta contro l'onnipresente piaga dell'abuso di alcol.
Nel suo rapporto alla Sacra Congregazione di Propaganda Fide, datato 25 luglio 1887, padre Tolton sembrava tuttavia scoraggiato. Riferì che nel suo primo anno era riuscito a ottenere solo sei conversioni. Diceva di aver sentito che l'arcivescovo di Chicago Patrick Augustine Feehan aveva fatto appello a Roma per farlo trasferire nella diocesi, dove c'erano grandi speranze di successo nell'apostolato nero. Disse che nonostante le sue obiezioni, altre parrocchie di Quincy erano generose con lui e volevano che rimanesse. Inoltre, spiegò che aveva l'opportunità di viaggiare e tenere conferenze, ma non lo faceva perché sentiva che se fosse stato lontano da Quincy avrebbe trascurato la sua parrocchia. Il cardinale prefetto del dicastero nella risposta gli disse di rimanere a Quincy e continuare il suo buon lavoro. La risposta fu di incoraggiamento per padre Tolton.
Poco dopo che il vescovo James Ryan prese possesso della diocesi di Alton, padre Tolton si recò a rendergli omaggio. In preparazione all'incontro, il vescovo aveva letto il dossier su di lui. Monsignor Ryan lo accolse calorosamente e parlò con gentilezza del suo lavoro a Quincy.
Il giornale The Quincy Journal, nella sua edizione del 26 luglio 1886, descrisse padre Tolton con parole brillanti, usando frasi come "il suo fine insegnamento educativo", "la sua abilità oratoria", "la sua voce ricca e piena che cade piacevolmente sull'orecchio" e "la sua sincerità".
La chiesa di San Giuseppe era spesso piena. In quelle occasioni, con un semplice gesto facile da capire, chiamava i bambini all'altare. Essi si precipitavano e si sedevano sul pavimento attorno all'altare, facendo spazio affinché ci fosse più posto per gli adulti. Padre Tolton accoglieva anche i bianchi perché sapeva che era dovuta alla loro generosità l'esistenza della chiesa e della scuola di San Giuseppe. La scuola, tuttavia, era frequentata solo da bambini neri.

### La sofferenza di Padre Tolton
Le conversioni alla fede cattolica in cui padre Tolton sperava così disperatamente, semplicemente non arrivarono in gran numero. Alcuni ecclesiastici di altre fedi della città fecero ciò che potevano per allontanare la gente dai timori di "incursioni papali" e dal "romanismo" della chiesa di San Giuseppe.
Ma il peggio arrivò quando il nuovo parroco della chiesa di San Bonifacio, che era anche stato nominato decano del clero cattolico dell'area di Quincy, iniziò a riferirsi a padre Tolton come "quel prete negro". Era la prima volta che Augustus sperimentava pregiudizi razziali da parte di un prete. Padre Michael Weiss arrivò a Quincy nel novembre del 1887. San Bonifacio, la parrocchia tedesca, lavorava con un debito galoppante ed era ansioso di mettere la parrocchia su una solida base finanziaria. Alla fine divenne noto come "il finanziere di San Bonifacio". Non era contento delle generose donazioni che i suoi parrocchiani stavano facendo alla parrocchia dei neri. Dato che il simpatico padre Gus pronunciava tali meravigliosi sermoni e parole così gentili non poteva sperare di impedire ai suoi parrocchiani di andare alle messe, ai vespri, alle benedizione e alle confessioni della parrocchia nera. Tuttavia, padre Weiss sviluppò un piano e si lamentò con la sua congregazione di aver donato lo stesso edificio usato dai cattolici neri e di mantenerlo da dieci anni. Con tutta l'autorità di decano, disse a padre Tolton che avrebbe dovuto servire solo i neri e che avrebbe dovuto dire ai bianchi di stare fuori dalla sua chiesa. Padre Weiss dichiarò pubblicamente che il denaro messo nel cesto della raccolta dai bianchi di San Giuseppe, in realtà, apparteneva alle parrocchie bianche.
Nel raccontare a un prete giuseppino sulla campagna di padre Weiss, Tolton scrisse: "I fatti che ho tenuto nascosti per paura di ciò ferivano gravemente il successo della missione tra la razza nera".
Nel 1889, seppur riluttante, padre Tolton iniziò ad accettare impegni come relatore in conferenze come mezzo per raccogliere fondi per mantenere la sua chiesa e la scuola. Fu il relatore principale in un incontro di cattolici neri tenutosi a Washington. Il cardinale James Gibbons fece in modo che padre Tolton parlasse anche a Baltimora. Parlò anche a raduni a New York, Boston e Galveston.
Alcuni dei suoi discorsi possono ancora essere letti: "In questa Chiesa non dobbiamo lottare per i nostri diritti perché siamo neri. Abbiamo dei santi neri: Agostino, Benedetto il Moro, Monica. La Chiesa è ampia e liberale. Essa è la Chiesa per il nostro popolo".
A Quincy, la situazione tuttavia non era cambiata. Padre Weiss suggerì a padre Tolton di andare altrove. "Sono legato al mio giuramento di propaganda, sono stato assegnato a questa parrocchia e devo rimanere", gli spiegò padre Tolton.
Padre Weiss che era potente con il vescovo, conferì con lui. Dopo quell'incontro, padre Tolton fu convocato nell'ufficio del vescovo ad Alton e severamente ammonito di ascoltare le direttive del decano di Quincy. Gli fu detto di desistere dall'attrarre fedeli bianchi e di servire solo i neri o di andare altrove. Anche se gli altri sacerdoti di Quincy simpatizzavano con Augustus, c'era ben poco da fare. Padre Weiss pubblicamente e ripetutamente pubblicizzò il mandato del vescovo James Ryan - che affermava che padre Tolton era ministro solo dei neri. Nel frattempo, padre Tolton continuò a lavorare instancabilmente per il benessere della parrocchia disintegrata e impoverita.
Un altro incidente capitato nel 1889 mise Padre Tolton in una luce inaccettabile per alcuni a Quincy. Una ricca, cattolica e bianca ragazza della buona società pianificò di sposare una persona che i genitori ritenevano inaccettabile. La madre, apparentemente con successo, fece pressione sui sacerdoti della città per chiudessero le porte ai piani di nozze di sua figlia. Tuttavia, lei non contattò padre Tolton. Quando la coppia gli chiese di officiare il loro matrimonio nella chiesa di San Giuseppe, ottenne il suo permesso e celebrò le nozze. Nella legge civile e nella legge canonica, tutto era in ordine. Il matrimonio della figlia di una delle famiglie più importanti di Quincy aveva avuto luogo in una chiesa nera. L'alta società era inorridita.
Solo il 12 luglio 1889, padre Tolton scrisse al cardinale prefetto della Sacra Congregazione di Propaganda Fide, fornendo un resoconto della sua situazione a Quincy. Nella lettera scrisse: "C'è un certo sacerdote tedesco qui che è geloso e sprezzante, mi insulta in molti modi e ha detto al vescovo di mandarmi fuori da questo posto me ne andrò volentieri solo per stare lontano da questo prete. Il vescovo Ryan e lui mi consigliano anche di andare altrove".
Per la causa della giustizia, il cardinale ritenne opportuno ottenere maggiori informazioni. Scrisse il vescovo Ryan chiedendo spiegazioni sul motivo per cui padre Tolton faceva la sua richiesta. Egli rispose il 20 agosto 1889 dicendo: "Padre Augustus Tolton è un buon sacerdote, tuttavia, vuole stabilire qui un tipo di società che non è possibile in questo posto".
Nel frattempo, padre Augustus inviò lettere per trovare un vescovo che lo accogliesse. L'arcivescovo di Saint Paul John Ireland dichiarò di non essere in grado di spendere più denaro nell'apostolato dei negri, ma l'arcivescovo di Chicago Patrick Augustine Feehan assicurò a padre Tolton che avrebbe ricevuto un'accoglienza calorosa nella sua arcidiocesi.
Padre Tolton scrisse di nuovo il cardinale prefetto a Roma. Nella sua missiva datata 4 settembre 1889 implorò: "Vi prego di darmi il permesso di andare nella diocesi di Chicago, non è possibile che io rimanga più qui con questo prete tedesco".
Il 7 ottobre successivo, fece un terzo appello: "Ci sono diciannove neri qui che ho battezzato e mi seguiranno a Chicago, andrò subito non appena avrò ricevuto il vostro consenso".
Il 7 dicembre 1889 ricevette la risposta dal cardinale prefetto: "Se i due vescovi concorrono nel dare la loro approvazione, vai subito!"
Padre Augustus informò solo sua madre, sua sorella e alcuni amici. Il 19 dicembre 1889 lasciò Quincy in silenzio dopo tre anni e mezzo come parroco della chiesa di San Giuseppe che poi chiuse definitivamente le sue porte.
Padre Tolton deve aver ricordato la gioia nel suo cuore di quando aveva fatto il suo primo viaggio a Chicago quasi vent'anni prima ma questa volta, mentre lasciava Quincy, varie parole dovevano bruciargli nella sua memoria. Alcuni avevano definito il suo ministero un fallimento totale. Il decano gli aveva detto di "uscire da Quincy". Il vescovo gli aveva detto di "andare altrove". Il cardinale prefetto gli aveva scritto di "andare subito".

### Gli anni di ministero a Chicago
La cattedrale del Santo Nome a Chicago fu distrutta nel grande incendio della città del 1871. Il vescovo Foley comprò poi una vecchia chiesa congregazionalista, costruita nel 1835, per renderla la sua cattedrale. Questa divenne poi la parrocchia di Santa Maria. Era situata tra la 9ª Strada e Wabash Street. Verso la fine degli anni '70 e nel decennio successivo, padre Joseph Rowles, parroco di Santa Maria, ebbe un apostolato nero. Nel 1881 fu creata un'associazione nota come Società di Sant'Agostino per incoraggiare i cattolici neri a reclutare e convertire altri neri. Nel 1882, il livello inferiore della chiesa di Santa Maria divenne la prima parrocchia nera di Chicago. Celebrò lì la messa per i successivi sette anni. Questa "sotto-parrocchia" era instabile e dipendente da quella di Santa Maria per il supporto finanziario. I neri erano ansiosi di avere un loro pastore.
Già nel 1887, un anno dopo l'ordinazione di padre Tolton, questi cattolici avevano chiesto all'arcivescovo Patrick Augustine Feehan di cercare di far trasferire padre Tolton dalla diocesi di Alton all'arcidiocesi di Chicago.
Nel 1889, quando padre Tolton seppe che stava per trasferirsi a Chicago, chiese ad un amico di Quincy di ottenere un alloggio per lui nel quartiere dei neri della città. Padre Tolton arrivò a Chicago una settimana prima del Natale del 1889. Andò tranquillamente nella sua stanza al 2251 di S. Indiana Avenue. Quando riferì all'arcivescovo, venne immediatamente nominato parroco della chiesa di Sant'Agostino con piena giurisdizione pastorale su tutti i cattolici neri di Chicago. Gli venne suggerito che era ora che uscisse dal seminterrato della chiesa di Santa Maria.
Nessun membro della Società di Sant'Agostino, a parte l'amico che gli aveva fatto ottenere la camera, sapeva che padre Tolton era arrivato. La prima domenica, quando era tempo di messa per i neri, padre Rowles scese i gradini con padre Tolton che era vestito con la sua tonaca nera con fascia rossa. Devono esserci state lacrime di gioia visto che i loro sforzi per ottenere un loro pastore erano giunti a buon fine.
Padre Tolton iniziò così una nuova fase nella sua vita. A Quincy aveva una bella chiesa, una scuola e un appartamento con sua madre e sua sorella. Qui aveva un altare in un angolo di una chiesa appartenente a un'altra comunità, nessuna scuola e un monolocale in cui viveva da solo. Quella domenica deve essersi chiesto dei suoi amici, fedeli e famigliari a Quincy. Cosa stavano facendo per la messa? Come era stata vista la sua partenza?
Il 1891 fu per lui un anno di cambiamenti. Fu in grado di spostarsi dal seminterrato a una chiesa vera e propria, la cappella di Santa Monica. Ottenne una canonica al 448 della 36ª Strada e fu in grado di portare sua madre e sua sorella a Chicago per vivere con lui. Nello stesso anno, diciannove dei suoi fedeli di Quincy si trasferirono a Chicago per rafforzare la loro fede con l'appartenenza alla parrocchia di Santa Monica. Tutte queste buone notizie furono scritte nel suo nuovo rapporto alla Sacra Congregazione di Propaganda Fide. In quel momento, lui e la sua congregazione sognavano il giorno in cui avrebbero potuto costruire un bell'edificio per la chiesa ad uso dei cattolici neri.
Ancor prima che padre Tolton arrivasse a Chicago, una signora di nome Anne O'Neill, diede all'arcivescovo 10 000 dollari da utilizzare nella realizzazione di una chiesa nera. Si capì che la cappella era solo una sistemazione temporanea. A quell'epoca c'erano 27 000 neri a Chicago, la maggior parte dei quali viveva in un ghetto ai margini del quartiere degli affari. Quelli che erano occupati svolgevano lavori poco remunerativi. Un sito era già stato selezionato per una chiesa nera in un quartiere molto brutto. Padre Tolton descrisse la situazione della maggior parte della sua gente dicendo: "Queste povere persone sono state lasciate in una borsa con entrambe le estremità aperte".
Lincoln C. Valle, un fedele della chiesa di Santa Monica, ricevette il permesso dell'arcivescovo di raccogliere fondi dai cattolici in altre parti della città. La parrocchia ricevette fondi dal Negro and Indian Fund, istituito dai vescovi americani nel terzo consiglio plenario di Baltimora.
Nel 1889, mentre partecipava al Congresso dei cattolici a Washington, padre Tolton conobbe madre Katharine Mary Drexel, oggi venerata come santa, la fondatrice delle Suore del Santissimo Sacramento per gli indiani e i negri di Filadelfia. Alla morte di suo padre, il capo della famosa banca Drexel & Co., Katharine e le sue due sorelle divennero ereditiere di un'immensa fortuna. Katharine, ebbe un incontro privato con papa Leone XIII nel gennaio del 1887 e parlò del suo interesse ad aiutare le missioni tra i neri e gli indiani negli Stati Uniti. Il papa la spinse a diventare lei stessa una missionaria e usare la sua fortuna per aiutare questo apostolato.
Katharine fondò quindi un ordine religioso. Padre Tolton, venendo a conoscenza dell'opera di madre Katharine, fece ripetuti appelli a lei per ottenere assistenza. Non si sa esattamente che cifra ottenne, ma la suora gli diede almeno 36 000 dollari. Un certo numero di lettere che il prete le scrisse sono conservate negli archivi e sono state raccolte in occasione dell'esame della sua causa di canonizzazione.
Nel 1891 venne iniziata la costruzione di una grande chiesa. Due anni dopo, a causa della penuria di fondi, la costruzione fu interrotta e fu messo in opera un tetto temporaneo per permettere l'uso almeno del livello inferiore. Padre Tolton tenne informata madre Katharine sull'apostolato dei neri a Chicago. Le scrisse che stava assistendo 600 neri.
Padre Gus viveva in una casa dietro la chiesa e sua madre, affettuosamente conosciuta come madre Tolton, era governante, sacrestana e membro fedele del coro. Tolton sognava il giorno in cui la chiesa sarebbe stata completata. Padre Tolton organizzò classi religiose per adulti e incoraggiò alcuni fedeli ad aiutarlo a insegnare il catechismo. Le lezioni si tenevano dopo le messe domenicali e prima dei vespri del pomeriggio.
La povertà affliggeva così tanti neri del vicinato che gran parte del tempo padre Tolton lo spendeva nel tentativo di aiutarli. Diversi gruppi furono chiamati più volte. Miss Mary Elmore, terziaria francescana e membro del consiglio di amministrazione della Visitation and Aid Society, visitò padre Gus. Scrisse: "Ho partecipato alla messa delle 10 con la congregazione di padre Tolton e ho avuto l'opportunità di parlare con il sacerdote nero. Pensavo che sarebbe andato al Congresso ma ha detto che si sentiva così male che temeva di non essere in grado di intraprendere il viaggio. Povero Padre. È lasciato a lottare da solo nella povertà. Siamo testimoni della sua ardente carità e del suo zelo non egoistico".
I parrocchiani erano consapevoli che il prete si stava logorando con il duro lavoro e la privazione. In diverse occasioni dovette chiedere loro di portargli una sedia, perché non poteva sopportare di tenere il suo sermone in piedi.
Padre Tolton faceva i suoi turni giorno dopo giorno nelle vie e nei vicoli maleodoranti, visitava il suo popolo nella sua povertà, in tuguri infestati dai ratti e nelle case popolari. Mise da parte la sua fascia rossa, l'emblema del seminario pontificio in cui aveva studiato e prese a indossare solo la sua tonaca nera sbrindellata.
Padre Tolton non aveva molto tempo per fraternizzare con i suoi confratelli sacerdoti a Chicago, sebbene si unisse a loro in occasioni speciali. Un prete dell'arcidiocesi di Dubuque, padre Theodore Warning, parlò della convivenza con padre Tolton e sua madre nel 1896 mentre sosteneva gli esami della sessione estiva all'Università di Chicago. Si fermò a Santa Monica per cercare un posto dove stare perché la chiesa era vicina al campus dell'università. Un quarto di secolo dopo quell'estate raccontò: "Vivevano in una casa scarsamente arredata ma molto pulita, i pasti erano semplici, padre Tolton, sua madre e io sedevamo a un tavolo con una tovaglia di copertura: al centro c'era una lampada a cherosene. Sul muro proprio dietro il posto di Padre Tolton era appeso un grande rosario nero. Non appena la cena era finita, padre Tolton si alzava e prendeva le perline tra le sue mani, baciando riverentemente il grande crocifisso, ci inginocchiammo tutti sul pavimento nudo mentre il sacerdote nero, a bassa voce, guidava le preghiere con deliberata lentezza e con inconfondibile fervore".
Alla fine alcuni fedeli di Santa Monica, che vivevano lontani, si resero conto che potevano frequentare senza problemi le chiese bianche nel loro quartiere e così smisero di frequentare la chiesa di Santa Monica. A volte, i bianchi venivano nella sua parrocchia ma era dolorosamente consapevole della sua esperienza a Quincy e cercò di fare ogni sforzo per evitare scontri con i suoi confratelli sacerdoti. La fatica e l'esaurimento divennero suoi compagni costanti. Suonare la fisarmonica gli offriva un po' di relax nella tarda serata.
Hemesath scrive che Tolton iniziò ad essere tormentato da "periodi di malattia" nel 1893.

### Morte e funerale

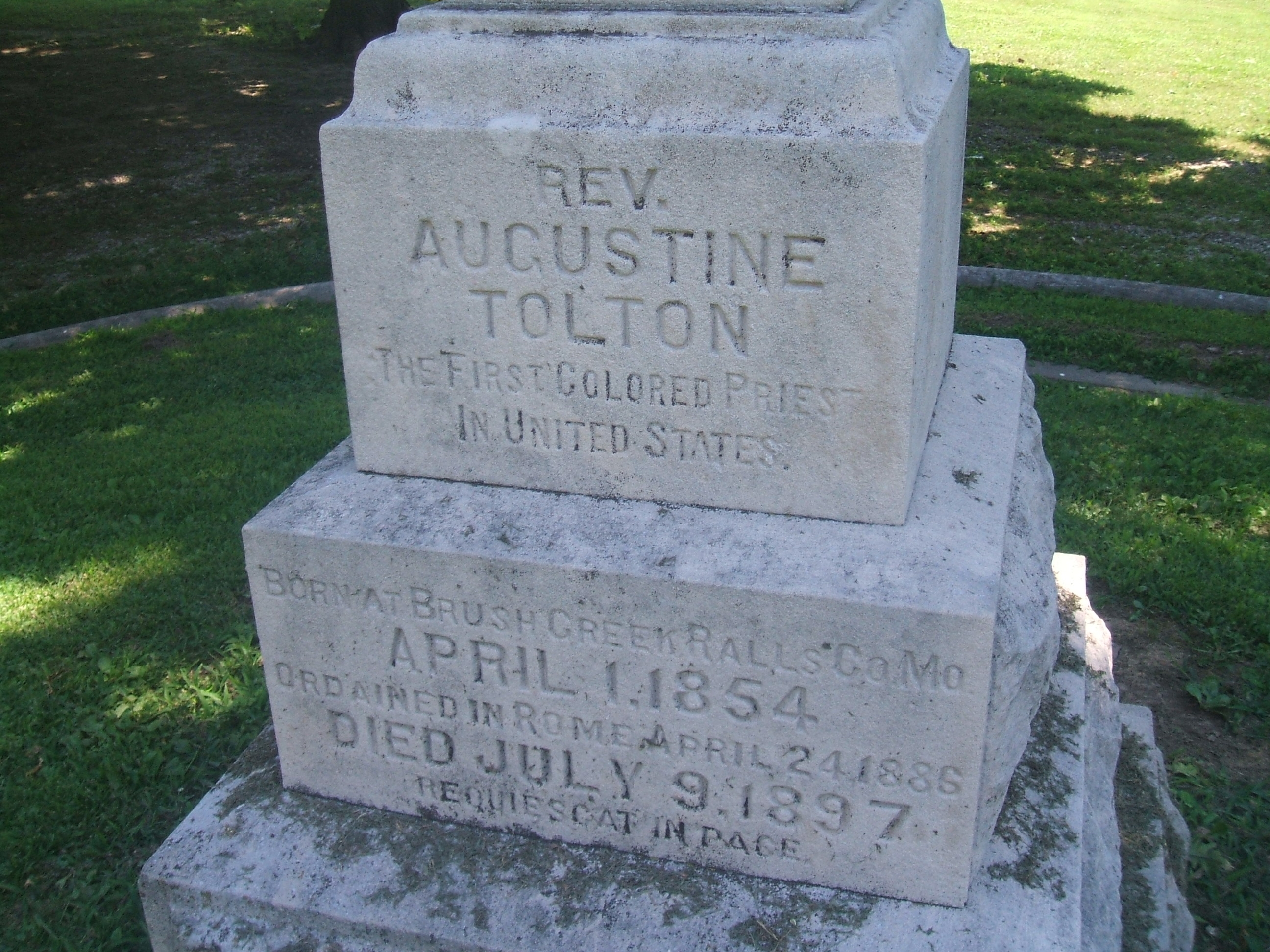
Tomba di padre Augustus Tolton nel cimitero di San Pietro a Quincy.

I suoi parrocchiani ricordarono a lungo le sue parole nella domenica precedente la sua morte. Padre Tolton aveva annunciato che si sarebbe allontano dalla parrocchia quella settimana perché sarebbe stato in ritiro con altri sacerdoti dell'arcidiocesi di Chicago. Il ritiro si sarebbe tenuto al St. Viator's College di Bourbonnai, Illinois. Annunciò che sarebbe tornato venerdì.
La gente aveva notato quanto fosse debole, come la sua mano tremasse mentre dava la Santa Comunione e quante volte si fosse dovuto sedere anche durante la messa. Aveva solo 43 anni ma sembrava un vecchio logoro.
Bourbonnais si trova a circa cento miglia a sud di Chicago. Padre Tolton tornò in città venerdì 9 luglio. Scese dal treno alla stazione sulla 35ª Strada e cominciò a camminare verso il civico 448 della 36ª. Era poco prima di mezzogiorno. La temperatura era già di 40 gradi. Padre Tolton barcollò e poi cadde pesantemente sul marciapiede. Una pattuglia della polizia lo portò al Mercy Hospital al 2536 di Prairie Avenue. Medici e infermieri furono costantemente presenti tutto il pomeriggio. Il cappellano amministrò il sacramento dell'estrema unzione e recitò le preghiere della Chiesa per i morenti, le stesse preghiere che padre Tolton aveva così spesso pregato sugli altri. La sua febbre salì e il suo respiro divenne sempre più difficile.
Quella sera, mentre sua madre, sua sorella, il cappellano e diverse suore della Misericordia erano inginocchiate in preghiera, padre Tolton esalò l'ultimo respiro. Secondo i registri ospedalieri, padre Augustine Tolton morì per un ictus da calore e uremia il 9 luglio 1897.
Domenica 11 luglio, il suo corpo venne esposto nella chiesa sotterranea di Santa Monica. Sulla sua bara erano appoggiati un calice e una stola, simboli del sacerdozio. Il corpo era vestito con i paramenti sacri. In serata, i sacerdoti della città riempirono la chiesa per recitare l'ufficio dei defunti.
Lunedì 12 luglio, padre John Gilliam, vicario generale dell'arcidiocesi, delegato dell'arcivescovo Patrick Augustine Feehan, celebrò la solenne messa da requiem. Erano presenti più di cento sacerdoti. La chiesa era piena e una folla traboccante la circondava. Il dipartimento di polizia di Chicago incaricò dieci agenti di assistere la folla. Padre T. Mooney, cancelliere dell'arcidiocesi, nel suo sermone, incoraggiò la gente a realizzare il sogno di padre Tolton: completare la costruzione della chiesa di Santa Monica.
Durante la sua vita, padre Tolton aveva espresso il desiderio di essere sepolto nel lotto dei sacerdoti del cimitero di San Pietro a Quincy. Voleva anche che si celebrasse anche una messa da requiem nella chiesa di San Pietro, la chiesa della sua adolescenza, la chiesa della sua prima comunione e della cresima, la chiesa dove era stato impiegato per anni come custode, dove aveva servito la messa, la chiesa dove la sua vocazione al sacerdozio era nata e cresciuta. Un carro funebre trainato da cavalli trasferì il suo corpo dalla chiesa di Santa alla stazione ferroviaria dove venne caricato sul treno per Quincy.
Il corpo di padre Tolton venne accompagnato a Quincy da padre J. Brecks, il suo direttore spirituale a Chicago, da sua madre e sua sorella Anne, dai delegati della parrocchia, James Bowles e Samuel Neals, e da diverse altre persone.
Il corteo arrivò a Quincy la mattina del 13 luglio. Al deposito erano presenti dodici sacerdoti di Quincy per accogliere il corteo funebre e per accompagnare il corpo alla chiesa di San Pietro. In chiesa, i giovani J. J. Flynn, Jerry Shea, Fred Schulties, Patrick McGuire, J. B. Menke e John Hellhake, portarono la bara attraverso la folla esterna e nella chiesa che era completamente piena per la messa funebre. Padre Peter McGirr, che fece amicizia con i Tolton poco dopo il loro arrivo a Quincy, trentasei anni prima, era morto nel 1893 ed era sepolto appena fuori Quincy, a Bloomfield, un villaggio che oggi non esiste più. La chiesa di Bloomfield era una chiesa missionaria servita dai sacerdoti di San Pietro. A quel tempo era parroco della chiesa di San Pietro padre Joseph Kerr.
Il corpo di padre Tolton fu posto alla testa del corridoio centrale con il calice e la stola sulla bara. Tra la folla c'erano quelli che ricordavano Augustus come colui che aveva servito la messa, che era stato operaio in fabbrica, custode della chiesa, studente, apostolo laico, amico. Alcuni ricordavano gli anni alla chiesa di San Giuseppe ma solo alcune facce nella folla erano nere.
Il Quincy Journal riportava: "Vi fu raramente un funerale così grande: il corteo era lungo quattro isolati, più i tram, che portavano la gente fino a Dulden Field, da dove andarono al cimitero".
Padre Kerr pronunciò le ultime preghiere sulla tomba. Su di essa fu posto un semplice pannello di legno. Più tardi, esso venne sostituito con una croce di cemento che porta ancora oggi, la seguente iscrizione:
L'entourage di Chicago tornò poi alla stazione ferroviaria per il loro triste viaggio verso casa. I sacerdoti locali tornarono alla canonica di San Pietro per discutere degli eventi degli ultimi giorni.
Nessun elogio venne predicato a Quincy ma per quelli che capivano, la vita stessa di Padre Tolton era un elogio. Alcune persone potrebbero facilmente giudicare che la sua vita non fu un successo, ma Dio chiama i suoi servi ad essere fedeli, non ad avere successo.

### Anni successivi
La morte di Padre Tolton impose all'arcivescovo Patrick Augustine Feehan di ridurre la chiesa di Santa Monica alla posizione di missione, servita dai sacerdoti della parrocchia di Santa Elisabetta. Ogni domenica a Santa Monica veniva celebrata una messa ma le lezioni di catechismo per adulti furono interrotte e le società parrocchiali furono sciolte per mancanza di una guida. Il parrocchiano Lincoln C. Valle cercò di tenere insieme le cose, finendo per convincere l'arcivescovo nel 1901 di nominare un parroco a tempo pieno nella persona di padre John Morris.
Padre Morris fu parroco per quindici anni e durante il suo parrocato fu aperta una scuola parrocchiale per i bambini neri. Madre Katharine Mary Drexel continuò ad aiutare finanziariamente la parrocchia. Nel 1912 inviò cinque delle sue suore a prendersi carico della scuola. Questa scuola alla fine si unì a quella di Santa Elisabetta e madre Katharine assegnò altre sorelle al suo ordine. Le Suore del Santissimo Sacramento per gli indiani e i negri insegnano ancora alla St. Elizabeth School.
Nel 1917 il cardinale George William Mundelein chiese ai padri verbiti di Techny, Illinois, di occuparsi della chiesa di Santa Monica e di dirigere l'apostolato dei neri nell'arcidiocesi.
Martha Jane Tolton, madre di padre Augustus, fu sacrestana della chiesa di Santa Monica fino alla sua morte, avvenuta nel 1911. Fu risparmiata dalla dolorosa esperienza di vedere la chiusura della chiesa nel 1945. I neri stavano migrando verso la città, a volte al ritmo di mille al giorno così, per necessità, le parrocchie di Chicago furono costrette a integrarsi. Ciò avvenne con successo nelle parrocchie immerse nei quartieri neri o dove i bianchi fuggivano o se ne erano andati da molto tempo e non altrettanto bene nei quartieri in cui i bianchi erano la maggioranza.
Nel frattempo a Quincy vennero fatti ulteriori sforzi nell'area dell'apostolato nero. Nel 1939 il frate minore Reginald Doyle venne nominato parroco di una nuova parrocchia per i neri intitolata a San Benedetto il Moro. Nel 1940 quarantacinque persone partecipavano alla messa domenicale e altre seguivano le lezioni di catechismo come catecumeni. Quindi le prospettive erano promettenti quando due lotti furono acquistati vicino a Berrian Park per fondare una chiesa. Essa tuttavia non si materializzò mai. Venne istituito un luogo di culto tra l'11ª e Broadway Street, sopra la fabbrica Bickhaus.
Gli studenti del Quincy College prestavano aiuto nelle lezioni di catechismo. Padre Dunstan Velesz, O.F.M., fu parroco dal 1943 al 1950. Dopo aver partecipato a una conferenza del clero a Chicago dove si discusse dell'assistenza spirituale ai neri, il 25 aprile 1946, padre Dunstan rimase ferito in un incidente ferroviario a Naperville. Vi furono molti morti e feriti. Padre Dunstan venne poi indennizzato dalla CB & Q Railroad per le ferite e diede parte di questi soldi per il sostegno della chiesa di San Benedetto.
Alla fine furono poste degli interrogativi sull'effettiva necessità di una chiesa separata per i neri di Quincy. Nel 1950 monsignor William Aloysius O'Connor chiuse la parrocchia di San Benedetto e chiese ai neri di andare nelle altre parrocchie del quartiere.

## Eredità
- Tolton è il soggetto della biografia From Slave to Priest pubblicato nel 1973 da Suor Caroline Hemesath.[2] Il libro è stato ristampato da Ignatius Press nel 2006.
- Nel 1990 Jamie T. Phelps, suora domenicana e poi membro di facoltà del dipartimento di teologia presso Catholic Theological Union (CTU), avviò un programma di ministero pastorale intitolato ad Augustus Tolton in consultazione con padre Don Senior, presidente del CTU, presso la facoltà di teologia nell'arcidiocesi di Chicago per preparare, educare e formare laici cattolici neri per la leadership ministeriale nell'arcidiocesi.
- Nel 2011 venne aperta a Columbia la Father Tolton Regional Catholic High School.[9]
- L'Accademia cattolica Augustus Tolton venne inaugurata nell'autunno del 2015 a Chicago. La Tolton Academy è la prima scuola STREAM dell'arcidiocesi di Chicago. Una focalizzazione su scienza, tecnologia, religione, ingegneria, arte e matematica la distingue come una scuola elementare di primo livello a Chicago. L'Accademia di Tolton si trova nella chiesa di San Colombano.

## Processo di beatificazione
Il 28 gennaio 2010 il cardinale Francis Eugene George, arcivescovo di Chicago, nominò il vescovo ausiliare Joseph Nathaniel Perry postulatore della diocesi per la causa di beatificazione di padre Augustus Tolton.
Il 1º marzo 2010 il cardinale Francis Eugene George annunciò che stava iniziando un'indagine ufficiale sulla vita e le virtù di padre Tolton al fine di aprire la causa della sua canonizzazione. Questa causa venne anche avanzata dalla diocesi di Springfield in Illinois, dove Tolton aveva prestato servizio come sacerdote, oltre alla diocesi di Jefferson City, nel Missouri, dove la sua famiglia era stata ridotta in schiavitù. Il 17 marzo la causa venne annunciata alla stampa e ai media. Il 30 dello stesso mese, prima della messa del crisma, il cardinale Francis Eugene George e il vescovo Joseph Nathaniel Perry indirizzano la causa di Padre Tolton ai sacerdoti dell'arcidiocesi di Chicago nella cattedrale del Santo Nome. Il 9 giugno monsignor Perry si recò a Roma per un incontro con la Congregazione delle cause dei santi.
Dal 17 al 19 settembre 2010 monsignor Perry, l'Ufficio per i cattolici neri e il programma di ministero pastorale "Augustus Tolton" dell'Unione teologica cattolica sponsorizzarono un pellegrinaggio di 35 persone per visitare Brush Creek, Missouri, la casa originale dei Tolton, e Quincy, Illinois, dove Augustus Tolton e la sua famiglia vissero in seguito alla fuga dalla schiavitù e dove in seguito prestò servizio come sacerdote.
Il 20 settembre 2010 vennero istituite, a firma del cardinale Francis Eugene George, la Gilda Padre Tolton e la commissione storica.
Dal 21 al 23 ottobre 2010 il postulatore romano, il dott. Andrea Ambrosi, visitò l'arcidiocesi di Chicago per incontrare monsignor Perry e il personale che avrebbe lavorato alla causa.
Il 22 ottobre 2010 venne pubblicato un invito a partecipare alla firma dei decreti e all'emissione delle nomine che segnano la proclamazione e la prima sessione del processo canonico che esamina la vita, le virtù e la reputazione di santità di padre Augustus Tolton.
Il 24 febbraio 2011, la Chiesa iniziò ufficialmente l'introduzione formale della causa di canonizzazione di padre Augustus Tolton che deve aver luogo in una sessione pubblica. Questo atto gli diede il titolo di Servo di Dio. In questo momento vennero istituite le commissioni storica e teologica che indagarono sulla vita e sulle opere di padre Tolton. Padre Tolton Guild è responsabile della promozione della sua causa attraverso sforzi spirituali e finanziari. Il cardinale George assegnò a monsignor Joseph Nathaniel Perry, vescovo ausiliare di Chicago, l'incarico di postulatore diocesano per la causa di canonizzazione di Augustus Tolton.
Il 6 aprile 2011 il cardinale George visitò la tomba di padre Tolton nel cimitero di San Pietro a Quincy per la preghiera e l'esame canonico della tomba. Il giorno successivo il porporato celebrò la messa nella chiesa di San Pietro a Brush Creek, Missouri. Dopo la messa, il cardinale visitò la fattoria dove lavoravano la famiglia Tolton, la casa del dott. Robert Eels, la stazione della metropolitana sotterranea del XIX secolo e l'ex sito della chiesa di San Giuseppe, dove padre Tolton operò come pastore.
Il 5 giugno 2011 ebbe luogo una celebrazione in occasione del 125º anniversario dell'ordinazione sacerdotale di Padre Augusto Tolton presso la chiesa di San Pietro a Quincy seguita da una cena nell'Università locale.
Venerdì 16 e sabato 17 settembre 2011 ebbe luogo un pellegrinaggio al luogo di nascita di padre Augustus Tolton e ai luoghi significativi della sua vita nel sud dell'Illinois. Questo pellegrinaggio venne sponsorizzato dall'ufficio di monsignor Perry, dall'Ufficio per i cattolici neri e dal programma di ministero pastorale "Augustus Tolton".
Il 4 novembre 2011 venne dedicato un cartello stradale a Chicago. Il nuovo cartello si trova agli angoli tra la 41ª Strada, State Street e Michigan Avenue. Il cartello venne benedetto da monsignor Joseph Nathaniel Perry.
Il 13 febbraio 2012 la Congregazione delle cause dei santi concesse ufficialmente il titolo di Servo di Dio a padre Augustus Tolton e ordinò all'arcidiocesi di Chicago di procedere con l'inchiesta diocesana sulla sua vita e le sue virtù. La causa è registrata presso il dicastero con il numero di fascicolo: prot. N. 2958.
Sabato 11 maggio 2013 l'arcidiocesi di Chicago celebrò la vita del Servo di Dio Padre Augusto Tolton con un pellegrinaggio ai luoghi di Chicago significativi per la sua vita e il suo ministero. I pellegrini visitarono il sito del primo appartamento di padre Totlon e il sito del negozio della chiesa di Santa Monica, la prima parrocchia cattolica nera dell'arcidiocesi.
Venerdì 26 e sabato 17 settembre 2011 ebbe luogo un pellegrinaggio alla città natale di padre Augustus Tolton e ai punti di interesse in Illinois e Missouri che ne tracciarono il percorso storico. Anche questo pellegrinaggio venne sponsorizzato dall'ufficio di monsignor Perry, dall'Ufficio per i cattolici neri e dal programma di ministero pastorale "Augustus Tolton".
Lunedì 29 settembre 2014 nella cappella di San Giacomo dell'Archbishop Quigley Center a Chicago il cardinale George chiuse formalmente l'inchiesta sulla vita e le virtù di padre Augustus Tolton. Il dossier di ricerca sulla vita di padre Tolton venne quindi inviato in Vaticano, dove i documenti raccolti che supportano la sua causa furono analizzati e rilegati in un libro definito positio o documento di posizione ufficiale che dopo essere stato valutato dai teologi della Congregazione delle cause dei santi, sarà inviato al papa che potrebbe dichiararlo venerabile, se si determinasse che padre Tolton abbia condotto una vita di virtù eroiche. I documenti a sostegno della causa vennero legati con un nastro rosso e ufficialmente marchiati con il sigillo dell'arcidiocesi di Chicago.
Il 9 marzo 2015 avvenne l'apertura ufficiale degli atti dell'inchiesta arcivescovile sulla vita e le virtù di padre Augustus Tolton presso la Congregazione delle cause dei santi a Roma.
L'11 aprile 2015 il pellegrinaggio annuale portò i partecipanti nei punti di interesse a Chicago che furono vitali nel ministero del Servo di Dio padre Tolton.
Il 17 aprile 2015 la Congregazione delle cause dei santi affermò la validità giuridica dell'inchiesta arcidiocesana sulla vita e le virtù di padre Augustus Tolton.
Il 21 giugno 2016 la Congregazione delle cause dei santi rilasciò a monsignor Thomas John Joseph Paprocki, vescovo di Springfield in Illinois, il nihil obstat per aprire la tomba di padre Tolton ai fini dell'esame canonico delle sue spoglie.
Il 9 e il 10 dicembre 2016 i resti di padre Tolton furono riesumati ed esaminati. La procedura si svolse alla presenza dello staff dell'Ufficio dei cimiteri cattolici dell'arcidiocesi di Chicago e dei vescovi Thomas John Joseph Paprocki e Joseph Nathaniel Perry. Seguendo le procedure previste dalla legge canonica, un patologo forense verificò che i resti - che comprendevano un cranio, femori, costole, vertebre, bacino e parte delle ossa del braccio - appartenessero a padre Tolton. Sui resti vennero trovati anche un crocifisso, parte di un collarino ecclesiastico, un rosario, e schegge di vetro che indicavano che la sua bara aveva un piano in vetro. Dopo la verifica, i resti furono vestiti in una nuova casula e sepolti nuovamente.
L'8 marzo 2018 la consulta di storici della Congregazione delle cause dei santi esaminò la positio e votò in modo schiacciante che la causa può andare avanti.
L'11 giugno 2019 papa Francesco ricevette in udienza privata il cardinale Giovanni Angelo Becciu, prefetto della Congregazione delle cause dei santi, e lo autorizzò a promulgare il decreto riguardante le virtù eroiche del Servo di Dio Augustus Tolton, sacerdote diocesano. In quel momento ha ottenuto il titolo di Venerabile.